# نادي الزمالك
نادي الزمالك للألعاب الرياضية أو كَما يُعرف اختصارًا بِاسم نادي الزمالك، هو نادٍ رياضي مصري محترف يلعب في الدوري المصري الممتاز، ومقره في الجيزة، وهو واحد من سبعة أندية على مستوى العالم لم تهبط للدرجة الأدنى والوحيد في مصر بجانب النادي الأهلي الذي لم يهبط إلى دوري الدرجة الثانية.
تأسس نادي الزمالك للألعاب الرياضية بتاريخ 5 يناير 1911 في القاهرة ليضم في عضويته الأجانب فقط، وسريعًا قام أعضاء النادي المصريون بثورتهم لتمصير النادي وإبعاد الأجانب عن مجلس الإدارة. وخاض الفريق أول مباراة تنافسية له عام 1912، وحقق أول لقب في تاريخه عام 1913. ويُنسب لنادي الزمالك أنه أول نادي مصري يشارك في كأس السلطان حسين كعلامة على مقاومة الاحتلال البريطاني وطريقة لإظهار الوجود المصري في الرياضة ووصل النادي إلى نهائي البطولة في نسخة عام 1917 مما شجع الأندية المصرية الأخرى على المشاركة. ثم أثبت الزمالك نفسه كأحد القوي الرئيسية في كرة القدم المصرية منذ أوائل عشرينيات القرن الماضي، حيث أنه أول نادٍ مصري يفوز بلقب رسمي على الإطلاق بعدما فاز ببطولة كأس السلطان حسين عام 1921، كما أنه أول فريق يفوز بكأس مصر عام 1922، وأول فريق يفوز بدوري منطقة القاهرة موسم 1922-23. نادي الزمالك هو ثاني أكثر الأندية نجاحًا في تاريخ كرة القدم المصرية من حيث عدد البطولات المحلية، فقد حصل على درع الدوري المصري الممتاز 14 مرة، وكأس مصر 29 مرة وكأس السوبر 4 مرات ودوري منطقة القاهرة 14 مرة وكأس السلطان حسين مرتين وكأس أكتوبر مرة وكأس الصداقة المصرية مرة وكأس الاتحاد المصري التنشيطية مرة. يحمل النادي منافسة طويلة الأمد مع الأهلي، وتسمى مبارياتهما بـ «مباراة القمة»، أو «ديربي القاهرة».
علي الصعيد القاري، نادي الزمالك هو أيضًا من أنجح الأندية في تاريخ كرة القدم الإفريقية على صعيد البطولات، إذ حقق 15 لقبًا قاريًا إفريقيًا، حيث فاز ببطولة دوري أبطال إفريقيا 5 مرات، ويحمل الزمالك الرقم القياسي المصري في عدد مرات الفوز ببطولة كأس الكونفيدرالية الإفريقية بفوزه بالبطولة مرتين، كما فاز ببطولة كأس الكؤوس الإفريقية مرة واحدة، وكأس السوبر الإفريقي 5 مرات، اضافةً لحصوله على بطولة الكأس الأفروآسيوية مرتين. على الجانب العربي حصل على كأس العرب للأندية الأبطال مرة واحدة وكأس السوبر المصري السعودي مرتين. أحرز فريق كرة القدم بالزمالك لقب أفضل نادٍ في العالم وفق الاتحاد الدولي لتاريخ وإحصاءات كرة القدم (بالإنجليزية: IFFHS) وذلك في فبراير 2003. يُعد فريق كرة القدم بالنادي الأكثر فوزًا بدوري أبطال إفريقيا في القرن العشرين، والأكثر فوزًا بالبطولات القارية في إفريقيا في القرن ذاته برصيد 9 بطولات، ولكنه حل في المرتبة الثانية في تصنيف أفضل الأندية الإفريقية في القرن العشرين، وذلك طبقًا لقرار الاتحاد الإفريقي لكرة القدم الذي أصدره عام 2000.
يُلقب مشجعو الزمالك النادي بعدة ألقاب لعل أشهرها مدرسة الفن والهندسة، كما يلقب بألقاب أخرى مثل القلعة البيضاء، والفارس الأبيض، وقاهر الأجانب، والنادي الملكي. حمل نادي الزمالك في بداية نشأته اسم نادي قصر النيل، ثم غُيِّر الاسم بعد ذلك بعامين إلى نادى القاهرة الرياضى الدولى "المختلط"، كما سمُيَّ النادي في عام 1941 على اسم الملك فاروق الأول وأصبح يعرف باسم نادي فاروق الأول، وبعد ثورة 23 يوليو غُيِّر اسم النادي مرة أخرى إلى اسمه الحالي وهو نادي الزمالك.  يلعب الفريق جميع مبارياته الرسمية في ستاد القاهرة في العاصمة القاهرة ويشتهر فريق الكرة بالنادي بالزي الأبيض منذ إنشائه وحتى اليوم.
يمارس النادي عدة أنشطة رياضية أخرى غير كرة القدم مثل كرة السلة وكرة اليد وكرة الطائرة وغيرها، وهو من أنجح الأندية الرياضية المصرية والإفريقية، إذ حقق النادي عددًا من الإنجازات في هذه الألعاب.

## تاريخ النادي

### التأسيس والسنوات الأولى (1911–1913)

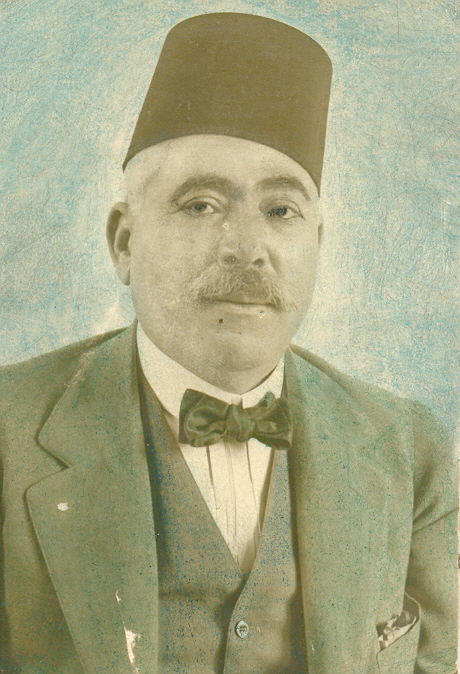
أحمد زكي باشا، أمين مجلس الوزراء المصري وأول أعضاء مجلس إدارة نادي الزمالك المصريين

يذكر الكاتب إبراهيم علام جهينة عن قصة تأسيس نادي الزمالك في عدد الأهرام الصادر في تاريخ 12 فبراير 1927 أن النادي تأسس في حوالي عام 1911. تأسس النادي بإسم نادي قصر النيل أو نادي قصر النيل تراس (بالإنجليزية: Kasr el-Nile terrace sports club) حيث كان يقع كما ذكر الدليل المصري في عام 1912 في تراس قصر النيل في الجزيرة (الزمالك حاليا).
يذكر دليل عام 1912 بان أول مجلس ادارة للنادي تكون من هنري كرامر رئيس، إميل كوهين نائب للرئيس، والسويسري جورج بافيد أمينا للصندوق، وجو أربيب سكرتير للنادي، وضم النادي عدد من المستشارين منهم: فريد سابا، أدولف كرامر مؤسس لا ميزون كرامر بحسب دليل القاهرة.
يعتبر فريد سابا أول مستشار مصري في مجلس إدارة نادي قصر النيل، هو نجل يوسف سابا باشا، المنسوب إليه الحي الشهير في الإسكندرية، توفي في يوم 8 يناير 1912 عن عمر ناهز 25 عاما نتيجة إلتهاب رئوي حاد أدي إلى وفاته خلال أيام. عمل فريد في هيئة السكك الحديدية. تبرع النادي ب 200 قرشا لتخليد ذكراه، كما تبرع رئيس مجلس الوزراء محمد سعيد باشا بمبلغ 500 قرشا لجمعية الروم الكاثوليك.
يذكر الكاتب إبراهيم علام جهينة عن قصة تأسيس نادي الزمالك في عدد الأهرام الصادر في تاريخ 12 فبراير 1927، ان فكرة تأسيس النادي بدأت في إحدي مباني سانتي بحديقة الأزبكية. بعد فترة وجيزة في حوالي عام 1911، نمت الفكرة حتي حصلوا على أرض للنادي كانت أرض شركة المياة في شارع بولاق، شارع فؤاد الأول بعد ذلك، شارع 26 يوليو حاليا. يذكر جهينة ان معظم كتابات النادي قبل تمصيره كانت تصدر بالفرنسية، وكان في السنوات الأولي لا جمعية عمومية، ولا هيئات ثابته، ولا قانون معمول به.
نادي الزمالك كان يُسمي نادي القاهرة الرياضي الدولي (النادي المختلط) (Cairo international sports club)، وكان النادي يهتم بتنظيم سباق السيارات بين القاهرة والإسكندرية، وذلك طبقا لصحيفة Le phare d'Alexandria في عددها الصادر في 24 أكتوبر 1912. كما ذكرت الصحيفة أن أحمد زكي باشا أمين مجلس الوزراء المصري، كان عضو مجلس إدارة النادي، كما كان بين أعضاء مجلس إدارة النادي كرامر، وبيانكي، وموريل، وبوشية، وجاي نائب مدير الأمانة المالية، ومانهي. كما ذكرت صحيفة Le phare d'Alexandria في عددها الصادر في 25 أكتوبر 1912 إسم النادي بالمختلط. كما ذكرت جريدة Aegytische Nachrichten في عددها الصادر يوم 26 أكتوير 1912 أن إسم النادي هو نادي القاهرة الرياضي الدولي (النادي المختلط).
يذكر أحمد زكي باشا عضو مجلس إدارة نادي الزمالك وأمين مجلس الوزراء المصري في كتابه رحلة بين القاهرة والإسكندرية في 2 نوفمبر 1912 والصادر باللغة الفرنسية ان النادي كان يطلق عليه Cairo international sports club (نادي القاهرة الرياضي الدولي أو النادي المختلط)، وكان رئيس النادي في تلك الفترة أنطوان بيانكي، عكس المتداول في المصادر الحديثة بإن جورج مرزباخ تولي رئاسة نادي الزمالك من 1911 إلي 1915. ذكرت صحيفة la Revue Aerienne الفرنسية في عددها الصادر يوم 10 نوفمبر 1912، أن نادي القاهرة الرياضي الدولي (النادي المختلط) (Cairo international sports club) يُصدر مجلة شهرية تحت إسم Les sports. تأسست الصحيفة في عام 1912، كما ذكر كتاب تطور الصحافة المصرية 1798 - 1951 للكاتب إبراهيم عبده. ذكرت جريدة Aegytische Nachrichten في عددها الصادر يوم 11 ديسمبر 1912 أن النادي المختلط (Cairo international sports club) أصدر أول جريدة أسبوعية تحت إسم Cairo Sports في يوم السبت 11 ديسمبر 1912، الخبر اهتم بموافقة وزارة العمل بالسماح للنادي المختلط على العمل على إضافة اللافتات على كافة طريق القاهرة الإسكندرية، كانت الوزارة تريد فقط عينة مسبقة.
اشترك نادي الزمالك في بطولات الاتحاد المختلط في عام 1913. وفاز النادي بالنسخة الثانية من بطولة كأس بولانكي لكرة القدم في يوم 28 ديسمبر 1913 بعد فوزه على الفريق اليوناني (الفائز بتصفيات الإسكندرية) بنتيجة 6–0، حيث لُعبت المبارة على ملعب نادي الزمالك (النادي المختلط) في بولاق، وذلك وطبقا لصحيفة Le phare d'Alexandria. كانت تتكون تشكيلة الفريق من توفيق عبد الله، صوفي، سعيد، ويليامز، جمال، سونغهورست، خورازاتي، ليون، ساوثون، وأرانغي. بدأت المبارة الساعة الثالثة والسبع دقائق عصرًا، أحرز ليون الهدف الأول في الدقيقة التاسعة، وسجل خورازاتي الهدف الثاني في الدقيقة 28، وسجل خورازاتي هدفين في الشوط الثاني. قبل الوصول إلى المباراة النهائية لعب على ملعبه مع فريق جمعية الإخوان الإيطالية في 23 نوفمبر 1913، ولعب مع نفس الفريق في 30 نوفمبر 1913.

### التمصير ونجاح غير مسبوق (1913–1941)

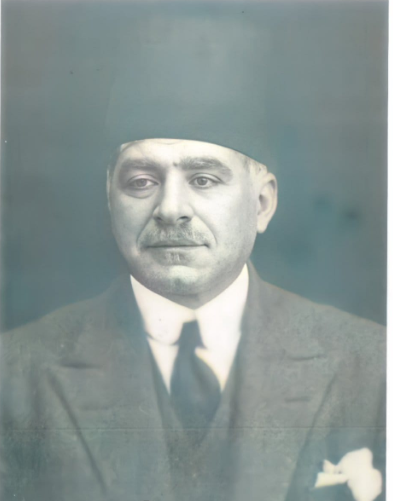
د. محمد بدر أول رئيس مصري لنادي الزمالك بعد صراع طويل مع السيد بيانكي رئيس الجالية الفرنسية بالقاهرة لإعادة النادي للمصريين.

في عام 1915، انتقل إبراهيم علام "جهينة" إلى النادي مع فريقه لكرة القدم قادماً من نادي السكة الحديد، فتكون فريقًا مصريًا خالصًا. في 26 أغسطس 1916. نظمت أول نسخة من الكأس السلطانية بعيدة عن تنظيم الاتحاد المختلط للألعاب الرياضية، شهدت تلك النسخة مُشاركة فَريق مِصري واحد وهو النادي المُختلط (الزَّمالك)، يقول جهينة في مذكراته: «وقد اجتمعت الأندية التي قبلت الدعوة واجتمع منوبو أندية قوة الحلفاء والنادي المختلط وحده، وقد صممنا على أن نسير بالمسابقة بفريق النادي المختلط وحده بين البريطانيين».
تم تنظيم بطولة الكأس السلطانية تحت رعاية سلطان مصر حسين كامل. وبعد الموسم الأول التاريخي للزمالك، أعلنت العديد من الأندية المصرية رغبتها في المشاركة في المسابقة، لأنها وجدتها جدية ورسمية، وتحمل اسم سلطان البلاد، وتتضمن كأسًا للفريق الفائز، شَهِدت تلك البُطولة مُشاركة ثاني الأندية المِصريَّة وهو الأهلي. ضم فريق الزمالك في العقد الثاني من القرن الماضي؛ أحمد قدري، توفيق عبد الله، حسين فوزي، أمين جبريل، جميل عثمان، إبراهيم يكن، يوسف محمد، فؤاد جميل، علي الحسني، عبد السلام حمدي، أحمد خلوصي، علي رياض.

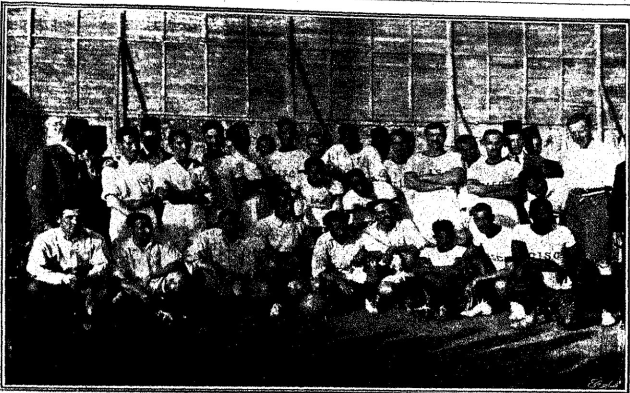
فريق نادي الزمالك في 1917

طبقًا لأقوال اليوزباشي حسن فهمي إسماعيل أمام بوليس قسم عابدين في يوم 28 مايو 1917 من مصدر نظارة الداخلية إدارة عموم الأمن العام، محضر ضبط الوقائع أحوال عابدين 116، محضر 844 لسنة 1917، رقم القسيمة 124368، دعا إبراهيم علام جهينة وأعضاء النادي المصريون لانعقاد جمعية عمومية من جميع الأعضاء في إنزال هوستل، لانتخاب لجنة إدارة جديد للنادي، فقد أعلنوا عن ذلك في بعض الجرائد، وأرسلوا خطابات لجميع أعضاء النادي، حيث حضر الإجتماع 85 عضو من المصريين والأجانب، وأعتذر 15 عضو آخرين، حيث قررت الجمعية إسقاط الرئيس بيانكي، الذين وصفوه بأنه مدعي الرئاسة، وانتخبوا لجنة تباشر أعمال النادي، وتنفيذ إصلاحات، والبدء بعمل قانون للنادي وطباعته، فانتخبوا محمد بدر الذي كان يسكن خلف إنزال هوستل.
بدأ الأمر بإبلاغ السلطات بأن النادي لم يكن لديه جمعية عمومية لمدة ثلاث سنوات، وسجلات النادي محفوظة بشكل غير قانوني لدى أمين سر النادي، ولم يتم تدقيقها قانونيًا. كما وضع علام النادي تحت حماية 17-20 رجلاً من بولاق للحفاظ عليه وحماية أعضائه المصريين. وتدخلت وزارة الداخلية وبعض السفارات الأجنبية بالقاهرة، لكن لم يسمح لغير المصريين بدخول النادي. وأخيراً وافق علام على تسليم النادي للسيد بيانكي بحضور قوة رسمية من الشرطة. أدرك الأعضاء المصريون أهمية الحصول على الأغلبية في اجتماع الهيئة العامة. وعليه دعا علام والأعضاء المصريون إلى جمعية عمومية غير عادية للنادي بشارع الشواربي.
طبقًا لأقوال اليوزباشي حسن فهمي إسماعيل أمام بوليس قسم الأزبكية من مصدر نظارة الداخلية، إدارة الأمن العام، محضر ضبط الوقائع رقم القسيمة 182131، في يوم 28 مايو 1917، إختارت الجمعية العمومية أول مجلس في يوم 17 مايو 1917 بإغلبية مصرية مكونة من محمد بدر رئيسًا، واليوزباشي بالجيش المصري حسن فهمي إسماعيلً وكيلاً للرئيس، وإبراهيم علام سكرتيًا عامًا، وعذرًي نحماد أمينًا للصندوق، وحسين فوزي، ومحمود بسيوني، والمستر مونرو ملازم أول بالجيش البريطاني، والمستر جونسون الملازم أول بالجيش البريطاني.

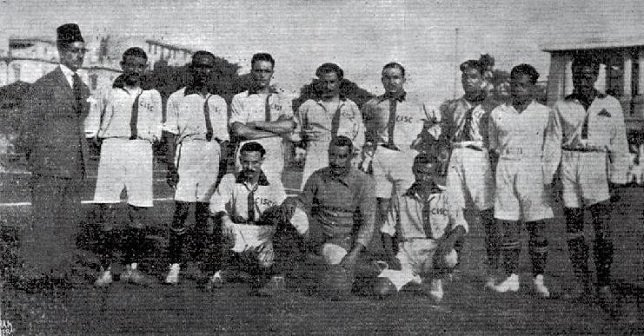
فريق الزمالك الذي فاز بكأس السلطان حسين عام 1921 بعد فوزه علي فريق شيرويد فويستيرز البريطاني، ليصبح أول فريق مصري يفوز بلقب على الإطلاق.

كانت بداية الزمالك ناجحة في الكؤوس المحلية، إذ شارك في كأس السلطان حسين كمسابقة للأندية المصرية وأندية أسلحة قوات الحلفاء، وفاز النادي بكأس السلطان حسين لأول مرة عام 1921 بعد فوزه علي شيرويد فويستيرز البريطاني 1-2، ليصبح أول نادي مصري يحقق لقب. وفاز النادي في أولى دورات كأس مصر بعد فوزه علي النادي المصري 5-0، وفاز بكأس السلطان حسين 1922 للمرة الثانية في ظرف أسبوعين بعد الفوز كأس مصر. في عام 1922، انطلقت دوري منطقة القاهرة، وحصل النادي علي أول بطولة منها، موسم 1922–23.
في عام 1923، تم تشكيل مجلس جديد برئاسة الجنرال محمد حيدر باشا وزير الحربية المصري. وعقد مجلس الإدارة الجديد اجتماعه الأول وقرر مواصلة النضال. وأبلغوا السلطات بسجلات النادي المفقودة. ونتيجة لذلك، لم يتم عقد أي اجتماعات للأعضاء العموميين خلال السنوات القليلة التالية، وبعد ذلك، تم استدعاء السيد شودوي، سكرتير النادي البلجيكي ووافق على تسليم سجلات النادي.
محمد حيدر باشا هو الرئيس الرابع لنادي الزمالك وأطول رئيس خدم في هذا المنصب في تاريخ النادي وأدار النادي لما يقرب من ثلاثة عقود. بعد مرور عام على مشواره كرئيس للزمالك، دافع حيدر باشا عن حقوق الزمالك وعزز مكانة النادي، وأعطى ثقلًا سياسيًا للنادي لدى العائلة المالكة والحياة العامة المصرية. وأكد أن مقر نادي الزمالك سيبقى في منطقة مسرح البالون عام 1945 عندما أرادت الحكومة نقله إلى شارع الهرم، وأصر على أن يبقى على ضفاف النيل رمزا للعطاء للمجتمع.

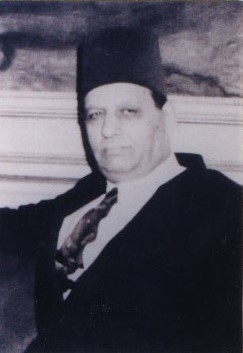
محمد حيدر باشا، الرئيس الرابع لنادي الزمالك وأطول من شغل منصب الرئيس.

شغل حيدر باشا منصب منصب وزير الحربية في الوزارة الائتلافية التي يرأسها حسين سري باشا عام 1946، وظل في منصبه حتى عام 1952. وظل حيدر باشا قائدا عاما للجيش المصري بمرسوم ملكي، بغض النظر عن الحكومات المتعاقبة، بسبب إصرار الملك فاروق على بقائه في منصبه. كما تولى رجل الزمالك القوي رئاسة الاتحاد المصري لكرة القدم عام 1937 واستمر في رئاسة مجالس الإدارة المتعاقبة كل عامين حتى عام 1944. وتولى فؤاد سراج الدين باشا رئاسة الاتحاد وعاد حيدر باشا رئيسًا مرة أخرى من عام 1945 إلى عام 1952.
في 5 يناير 1923، التقى الزمالك مع الأهلي في مباراة ودية، وانتهت المباراة بفوز الزمالك بنتيجة 5–0، سجل الأهداف علي رياض، حسين حجازي، صادق فهمي (ثلاثة أهداف)، ويُعد فهمي هو أول لاعب يسجل هاتريك في تاريخ ديربي القاهرة ولكن في مباراة ودية، حيث لم يكن القطبين قد تقابلا في مباراة رسمية بعد حيث أنها كانت المباراة الرابعة في تاريخ مباريات القطبين.
في عام 1924، انتقل النادي للمرة الثالثة إلى موقع على الضفة الغربية لنهر النيل، وغرب جزيرة الجزيرة (المعروف أيضًا باسم جزيرة الزمالك) يشغل مسرح البالون الموقع حاليًا. وأصبح النادي يعرف باسم نادي القاهرة الرياضي الدولي (C.I.S.C.)-الزمالك. في ذلك الوقت كان قد حصل نادي الزمالك على لقب "قاهر الأجانب" بسبب انتصاراته العديدة علي فرق أجنبية مشهورة. وفي عدة مناسبات في مصر في عشرينيات القرن الماضي، فاز الفريق على فرق أجنبية سواء في المباريات الودية أو الرسمية. أدى ذلك إلى زيادة شعبية النادي والرياضة ككل في مصر خاصة أن الفرق المصرية مثل الزمالك يمكنها التغلب على الفرق الأجنبية. في كأس السلطان الحسين، لم يلتقي الزمالك والأهلي في النهائي من قبل، لكنهم لعبوا ست مباريات في تاريخ البطولة. كانت المباراة الأولى في نصف نهائي كأس السلطان الحسين 1924–25، في 17 مارس 1924، وانتهت المباراة بالتعادل بنتيجة 1-1، وفي مباراة العودة يوم 21 مارس، فاز الزمالك بنتيجة 2-0 وتقدم إلى النهائي لكن لم يفز الفريق باللقب. فاز نادي الزمالك ببطولة كأس الملك فؤاد عام 1925 لأول مرة.

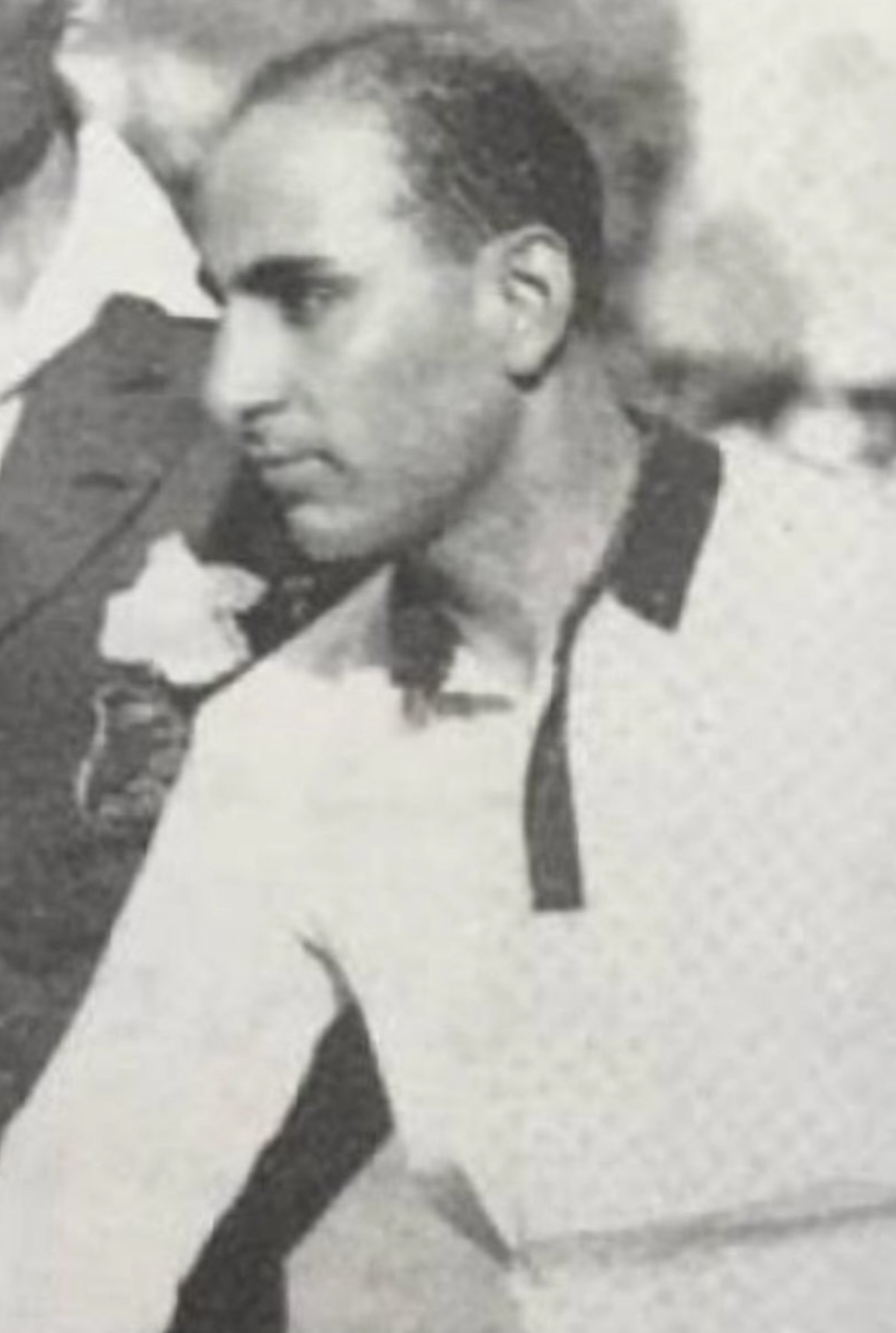
محمد لطيف، من ابرز لاعبي نادي الزمالك.

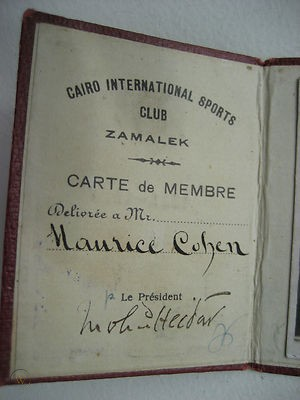
صورة عضوية نادي الزمالك عام 1928 موقعه من رئيس النادي محمد حيدر باشا.

في عام 1925 ايضاً واستمرارًا لشهرته باسم "قاهر الأجانب"، لعب نادي الزمالك أربع مباريات ودية ضد الأندية الإنجليزية في تلك الفترة وفاز بها جميعًا، تغلب النادي على مدافع الهاوتزر الإنجليزية بنتيجة 6-0، والملوك الإنجليز بنتيجة 2–1، وخفر السواحل الإنجليزي 1–0، وعجائب الدنيا الإنجليزية بنتيجة 4–1. في عام 1928، قام حسين حجازي، الذي يعتبر الأب المؤسس لكرة القدم المصرية، بجولة في المدارس الثانوية في البلاد للبحث عن لاعبين جدد للانضمام إلى نادي الزمالك، ومع هؤلاء الطلاب لعب حجازي ضد الأهلي في دوري منطقة القاهرة عام 1928 وفاز. وهتف الطلاب للزمالك، وكانت المرة الأولى التي يرتبط فيها اسم الزمالك بلقب المدرسة، لكن الهتاف التقليدي لم يولد بعد. وعلى الرغم من ذلك، لم يتم الانتهاء منه إلا في عام 1952، عندما باع الزمالك 20 شجرة بـ 1000 جنيه مصري وأعطاها لمقاول لبناء مدرجات جديدة لملعب حلمي زامورا، وتم الانتهاء من الهتاف التقليدي لأول مرة وأصبح "زمالك يا مدرسة اللعب والفن والهندسة".
وبمناسبة افتتاح المقر الجديد للنادي، لعب الزمالك ضد نادي الجيش الإنجليزي في 7 أكتوبر 1928، وفاز بنتيجة 1-0، كما فاز الزمالك أيضًا في 23 أكتوبر 1928 علي أحد الفرق البريطانية ذات درجة رائعة 14-0. وشهدت هذه المباراة تسجيل ثلاثة لاعبين فقط من الزمالك 14 هدفا، وهم جمال البرنس وحسين حجازي والسيد أباظة، ويثبت الزمالك مرة أخرى أنه "قاهر الأجانب". ثم فاز فريق الكرة بالنادي بلقبين متتاليين لدوري منطقة القاهرة في مواسم 1928–29، 1929–30، وتمكن من صدارة الدوري بمساعدة نجومه في تلك الفترة؛ محمد لطيف وإسماعيل رأفت وحسين حجازي وعلي الحسني.
في دوري منطقة القاهرة موسم 1928–29، بدأ الزمالك الدوري بالتعادل مع الترسانة بنتيجة 1-1، سجل للترسانة كامل عبد الله وحافظ كاسب للزمالك. وفاز الزمالك علي الأهلي بنتيجة 3–0، وأحرز للزمالك إبراهيم يكن، لبيب محمود، السيد أباظة، ثم يفوز الزمالك علي الترسانة 2–1 ويسجل صادق العجوز الهدفين ويسجل للترسانة خلوصي، ويحسم النادي لقبه الثاني. بعد فوز الزمالك بلقب الدوري الثاني عام 1929، لعب مباراة ودية ضد منتخب المجر لكرة القدم وفاز النادي بنتيجة 2-1. في موسم 1929–30، فاز نادي الزمالك بلقب الدوري للمرة الثانية على التوالي والثالثة في تاريخه.

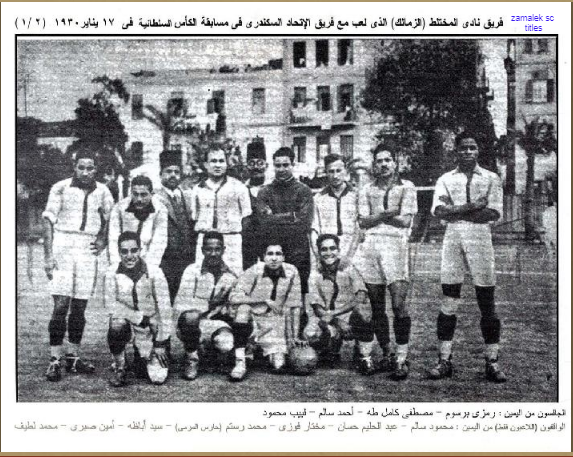
فريق نادي الزمالك في 1930

إحدى المباريات التي لا تُنسى في حقبة الثلاثينيات كانت مباراة نصف نهائي كأس السلطان الحسين 1929-30، وعلى الرغم من فشل طرفي المباراة في الفوز بلقب هذا الموسم، إلا أن المباراة كانت على مستوى عالٍ من القوة وحظيت باهتمام إعلامي كبير حيث تقابل الزمالك والأهلي في مباراة مصرية بحتة، أخرج الزمالك فيها الأهلي من المنافسة، بعد فوزه علي غريمه التقليدي في ديربي القاهرة الشهير بنتيجة 3–1، وسجل هدفي الزمالك محمد لطيف ومصطفى طه (هدفين)، فيما سجل هدف الأهلي محمود مختار التتش.
حقق نادي الزمالك عدة ألقاب في هذه الفترة، حيث فاز بكأس مصر 1931–32 بعد فوزه على منافسه الأهلي بنتيجة 2–1، بهدفي إسماعيل رأفت وسيد الحضري. وبعد اعتزال مهاجم الزمالك المخضرم حسين حجازي عام 1931، اشترى النادي علي الحسني من الأهلي للمرة الثالثة والأخيرة، ومعًا علي الحسني مع عبدالرحمن فوزي المنتقل حديثا إلى الزمالك عام 1934 (قادماً من النادي المصري)، ومحمد لطيف، سيد مرعي، إبراهيم حليم، أحمد سالم، علي شافي وإسماعيل السمكري، سيد الحضري، وعلي الكف وحلمي زامورا وحسن الفار ومصطفى طه تمكنوا من الفوز بلقب دوري منطقة القاهرة مرتين في موسم 1931–32 وموسم 1933–34، وفي نفس العام فاز الزمالك بلقب كأس الملك فؤاد عام 1934 للمرة الثانية في تاريخه. في يوم 18 نوفمبر 1932 تعادل الزمالك مع الأهلي في دوري منطقة القاهرة 1932–33 بعد أن قدما مباراة مثيرة كانت حديث الجماهير في ذلك الوقت وانتهت بنتيجة 3–3، سجل للزمالك محمد لطيف (هدفين) وسيد مرعي وللأهلي لبيب (هدفين) وهاني. وفي 23 ديسمبر 1932 يتعادل القطبان 0–0 في قمة الدوري مرة أخرى. وفي 3 نوفمبر 1933 يتقابل القطبان مرة جديدة في دوري القاهرة موسم 1933–34 ويفوز الزمالك 3-2 وأحرز أهدافه سيد مرعي ومصطفى طه وسيد الحضري وللأهلي ليزو وحسين حمدي.

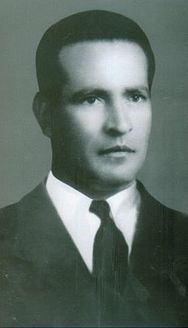
عبد الرحمن فوزي، من أبرز نجوم نادي الزمالك، قاد الفريق كلاعب ومدرب.

في يوم 24 مارس 1933 تقابل القطبين في مباراة الديربي الشهيرة في نصف نهائي كأس مصر 1932–33 ويُهزم الزمالك من الأهلي 1–3 ويحرز أهداف الأهلي سيد مرعي ومراد فهمي وأمين شعير ويحرز هدف الزمالك لبيب محمود. ويعود الزمالك في 11 مايو 1934 ويأخذ بثأره من الأهلي في نصف نهائي كأس مصر 1933–34 ويفوز علي غريمه التقليدي بنتيجة 3–0 ويسجل للزمالك مصطفى طه (هدفين) وإسماعيل السمكري. مصطفي طه كان مهاجم الزمالك الثمين في تلك الفترة حيث أنه هداف الزمالك في مباريات القمة برصيد 12 هدف كما احرز لناديه اكثر من 100 هدف في مشواره مع الفريق.
في كأس مصر 1934–35، واجه الزمالك شرطة القاهرة في الدور ربع النهائي وفاز 2–0، ولعب ضد الاتحاد السكندرى في نصف النهائي وفاز 3–1، وسجل الأهداف مصطفى طه (هدفين) وسيد مرعي. وفاز الزمالك بالكأس بعد فوزه على الأهلي في النهائي بنتيجة 3-0، وسجل الأهداف حلمي زامورا وسيد مرعي وإسماعيل السمكري. في 2 ديسمبر 1938، سجل حسين لبيب هدف الفوز للزمالك على الأهلي في مباراة العودة النهائية لكأس مصر 1937–38، معلنا فوز فريقه بعد تعادل الفريقين في المباراة الأولى بنتيجة 1-1، كما كان قد سجل حسين لبيب هدف فريقه الوحيد أيضاً. في دوري القاهرة 1939–40، التقى الزمالك بغريمه التقليدي النادي الأهلي في آخر مباراة بالدوري يوم 29 مارس 1940 فاز فيها الزمالك بنتيجة 4–3، احرزه أهداف الزمالك جلال قريطم وعبد الرحمن فوزي (هدفين) وحسين لبيب (هدفين) وسجل للأهلي حسين مدكور (هدفين) وصلاح عثمان. فاز نادي الزمالك بلقب دوري منطقة القاهرة 1939–40 للمرة السادسة في تاريخه، وأنهى الموسم بفارق 3 نقاط عن أقرب منافسيه.

### ألقاب محلية وانتصارات قياسية (1941–1952)

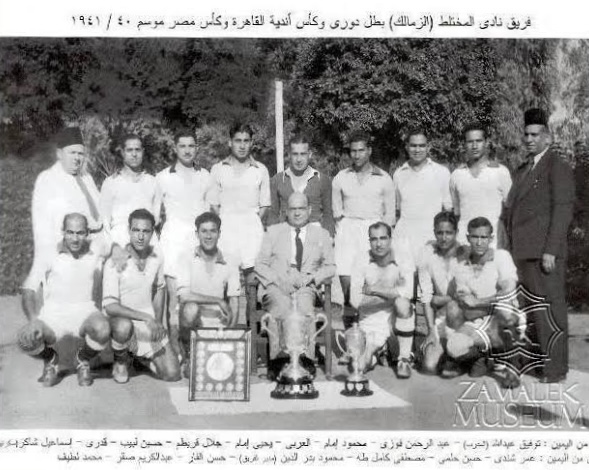
فريق نادي الزمالك عام 1941

بدأ الزمالك حقبة أربعينات القرن العشرين بالسيطرة على جميع بطولات كرة القدم الكبرى في مصر، وفي هذا العقد، كان الزمالك ينمو كمؤسسة رياضية واجتماعية وثقافية وتعليمية. فاز فريق كرة القدم بدوري منطقة القاهرة موسمي 1939–40 و1940–41 على التوالي وكأس الملك فؤاد عام 1941. مع بقاء محمد لطيف على أرض الملعب وبمساعدة توفيق عبد الله، المدير الفني (مهاجم الزمالك في عشرينيات القرن الماضي)، كان الفريق لا يُهزم. تغير اسم النادي مرة أخرى إلى نادي فاروق وكان ذلك في عام 1941 بعد أن نال النادي الرعاية الملكية من ملك مصر فاروق الأول، تم إبلاغ محمد حيدر باشا رئيس النادي في ذلك الوقت بالقرار الملكي بتغيير الاسم إلى نادي فاروق الأول، وبالتالي تولى إسماعيل شيرين باشا من عائلة محمد علي باشا منصب نائب رئيس النادي في استحداث لهذا المنصب.

في موسم الدوري 1940–41، حقق الزمالك نتائج مبهرة، فاز في ثماني مباريات من أصل عشر، وسجل خمسة أهداف أو أكثر في خمس مباريات. سجل فريق نادي الزمالك 37 هدفا واستقبل 9 أهداف فقط. في 30 مايو 1941، كان من المفترض أن يواجه الزمالك فريق الأهلي في المباراة الأخيرة بالدوري، وكان الزمالك متقدمًا بنقطتين على الأهلي بفارق أهداف 28 مقابل 13 للأهلي، مما يعني أن الأهلي كان بحاجة للفوز بثمانية أهداف أو أكثر ليحقق الفوز باللقب. وانسحب الأهلي ولعب الزمالك مباراة استعراضية بدلا من ذلك أمام السكة في ذلك اليوم للاحتفال باللقب.

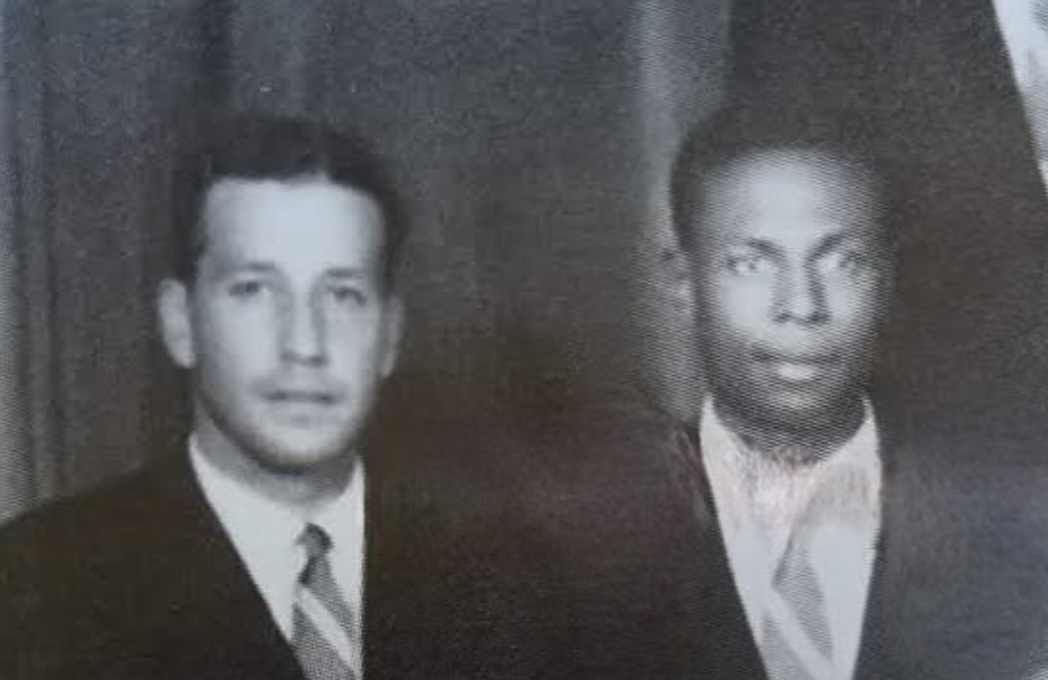
حنفي بسطان ويحيي إمام من أبرز نجوم الزمالك.

وفي هذه الفترة ظهر جيل جديد من المواهب في مصر، غالبيتهم من لاعبي الزمالك، مثل؛ يحيى إمام، حنفي بسطان، عمر شندي، حلمي زامورا، محمود حافظ "زقلط"، عبد الكريم صقر، حليم ثالوث، محسن السحيمي. كانت يُلقَب الزمالك في هذه الحقبة أيضا «قاهر الأجانب» بسبب انتصاراته ضد الفرق الأجنبية الشهيرة.
شهدت هذه الفترة أكبر انتصارات في تاريخ ديربي القاهرة بفوز نادي الزمالك 6–0 على الأهلي مرتين في عامي 1942 و1944. أول مرة في ديربي القاهرة 1942 في 2 يناير 1942، وأحرز أهداف الزمالك عبد الرحمن فوزي (هدفين)، عبد الكريم صقر (هدفين)، عمر شندي، حلمي زامورا. والمرة الثانية في نهائي كأس مصر 1944 في 2 يونيو 1944، وأحرز أهداف الزمالك محمود حافظ "زقلط" (ثلاثة أهداف)، محسن السحيمي (هدفين)، عبد الكريم صقر. وهذا الرقم القياسي لم يتم كسره منذ ذلك الحين.
في كأس مصر 1942–43 فاز بها الزمالك والأهلي بشكل مشترك بعد إلغاء المباراة النهائية، وتم إلغاء المباراة بسبب إيقاف لاعبي الناديين بعد قيامهم بجولة في فلسطين ضد قرار الاتحاد المصري لكرة القدم. تم رفع الإيقاف في 19 أبريل 1944، مما سمح ببدء مسابقة كأس مصر 1943–44. أدى ذلك إلى تقاسم لقب 1943 بين الناديين، للمرة الأولى في تاريخ المسابقة.

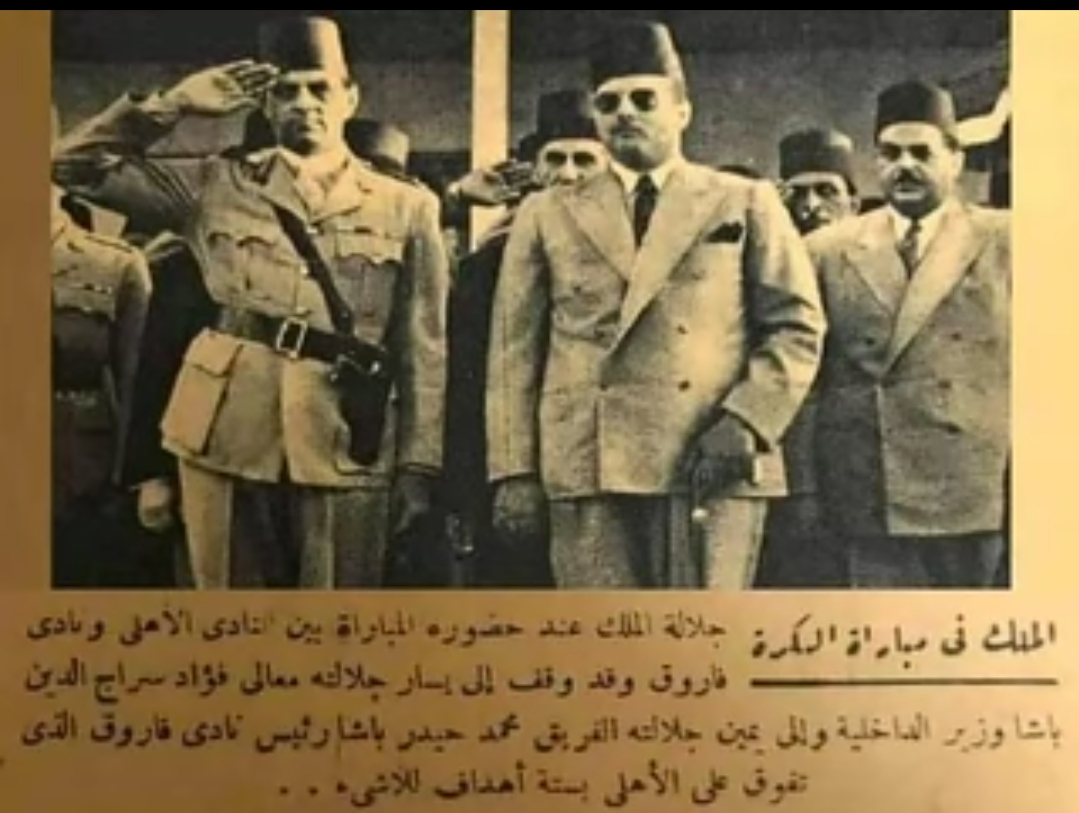
الفريق محمد حيدر باشا رئيس النادي (يسار) مع الملك فاروق الرئيس الفخري لنادي الزمالك وفؤاد سراج الدين باشا وزير الداخلية (يمين) والذين تواجدوا في حضور نهائي كأس مصر 1944، الذي انتهى بأكبر فوز في تاريخ ديربي القاهرة بفوز الزمالك 6–0 علي الاهلي في 2 يونيو 1944.

فاز نادي الزمالك بدوري منطقة القاهرة خمس مرات في حقبة الأربعينيات في 1940–41، 1943–44، 1944–45، 1946–47، و1948–49. وساعد الاستقرار في الإدارة العليا للنادي على النجاح وتحقيق الألقاب اللاحقة. وكان محمد حيدر باشا على رأس إدارة الزمالك لما يقرب من ثلاثة عقود. انتقل العديد من لاعبي كرة القدم ذهابًا وإيابًا بين الزمالك والأهلي، لكن كل فريق له أسلوبه الخاص واستراتيجيته الخاصة في كرة القدم. حتى تشكيلة فريق نادي الزمالك نفسها كانت مستقرة بما يكفي لحوالي عقد كامل. في عام 1948، تم إطلاق الدوري المصري المشكل حديثًا، ولعب الزمالك ضد المصري في المباراة الأولى يوم 22 أكتوبر، وفاز الزمالك بنتيجة 5-1. أول هدف في تاريخ الدوري المصري سجله محمد أمين لاعب الزمالك، وأول هاتريك سجله سعد رستم لاعب الزمالك.
عبد الكريم صقر، الذي انتقل من الأهلي إلى الزمالك عام 1939 في صفقة قياسية، لعب مع الزمالك لمدة 14 موسمًا، وسجل أكثر من 100 هدف للنادي. اعتقدت إدارة الزمالك أن ضم صقر للفريق لن يساعد فقط في تحسين قدرة الفريق الهجومية، بل سيمنعه أيضًا من التسجيل في الزمالك. كان صقر هدافًا غزير الإنتاج وساعد الفريق في الأربعينيات في الفوز بالعديد من الألقاب والفوز أيضًا بديربي القاهرة. صقر هو اللاعب الوحيد الذي سجل في كلتا المباراتين ضد الأهلي والتي انتهت بنتيجة 6-0 للزمالك في ديربي القاهرة 1942 ونهائي كأس مصر 1944.

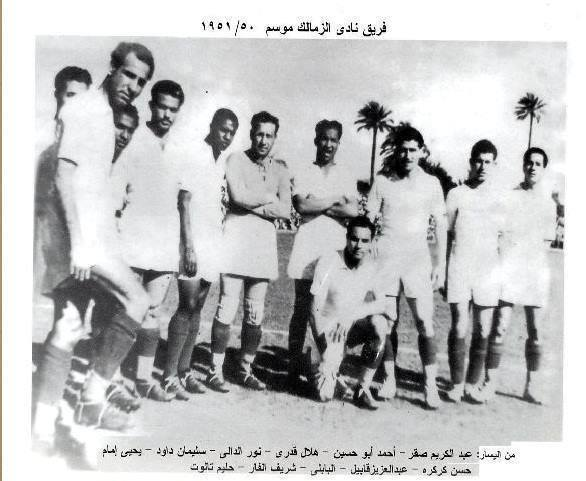
فريق نادي الزمالك موسم 1950-51.

أنهي الزمالك كأس مصر 1947–48 وصيفاً بعد هزيمته أمام الاتحاد السكندرى في المباراة النهائية ورغم عدم إنهاء الموسمين الأولين في مركز جيد بالدوري، إلا أن الزمالك فاز بلقب دوري القاهرة 1948–49 بفارق ضئيل عن اقرب منافسيه. في بداية الخمسينيات فاز الزمالك بدوري منطقة القاهرة لثلاثة مواسم متتالية؛ أعوام 1950–51، 1951–52 و1952–53، وتعادل مع منافسه الأهلي بـ14 لقبًا لكل منهما. أنهى الفريق الدوري المصري موسم 1950–51 في المركز الثاني، وفاز في 11 مباراة والبطل الأهلي فاز بـ 10، حيث وصل كل منهما إلي 25 نقطة من 18 مباراة، وخسر الزمالك اللقب بفارق الأهداف. في كأس مصر 1951–52، يبدأ الزمالك البطولة بالفوز علي اتحاد السويس 4–0 في الدور الأول ويحرز أهدافه علاء الحامولي وشريف الفار (ثلاثية)، ثم النادي الاوليمبي في الدور الثاني بنتيجة 2–0، بهدفي عصام بهيج وشريف الفار، ثم الفوز علي الترسانة بنتيجة 2–1 في الدور نصف النهائي بهدفي مصطفي الصباحي وعلاء الحامولي. ويفوز الزمالك باللقب بعد الفوز على الأهلي في المباراة النهائية بنتيجة 2-0، وسجل شريف الفار الهدفين، وفاز النادي بلقبه الثامن.

### نادي الزمالك وفترة ما بعد الثورة (1952–1960)

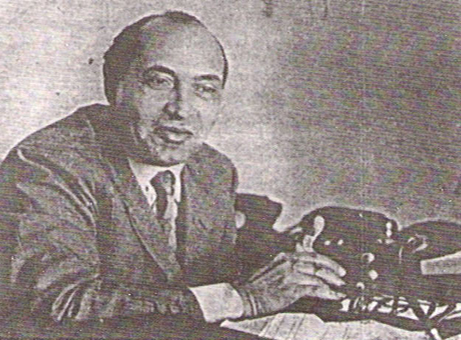
عبد اللطيف أبو رجيلة الرئيس الثامن لنادي الزمالك.

ومع قيام ثورة 23 يوليو 1952 علي فاروق الأول تم تغير الاسم مرة ثالثة إلى اسمه النهائي، وهو نادي الزمالك وانتقل لمنطقة ميت عقبة بالمهندسين، على شارع جامعة الدول العربية، كما يقع نادي الترسانة بمواجهة نادي الزمالك بنفس المنطقة على بعد 500 متر فقط غرب جسر الزمالك، تم تشكيل مجلس إدارة جديد مع محمود شوقي رئيسًا وسكرتيرًا ومحمد حسن حلمي كمساعد سكرتير في ذلك الوقت.
في سنة 1954 كانت فكرة تجديد ملعب الزمالك آخذة في الظهور بسبب الحالة السيئة للملعب الحالي في ذلك الحين. هذا أدى بالمجلس للبحث عن رجل أعمال للسيطرة على النادي، وبالتالي المساعدة في تجديد الملعب. تولى عبد الحميد الشواربي الرئاسة، ورغم أنه انتخب لفترة ثانية، إلا أنه لم يتمكن من القيام بالمهمة التي يريدها. وفي ذلك الحين ساهمت بعض الشخصيات البارزة للزمالك والمؤمنين به كجنرال حيدر باشا وحاج سيد العناني في جعل كبار الشخصيات والدرجة الأولى ينتسبون للنادي بطريقة تناسب المركز الكبير للنادي. كل هذا حدث في حين كان عبد الحميد الشواربي خارج مصر، لذلك عندما عاد استقال من دون مساعدة النادي في أي جانب، استمر مجلس الإدارة وتابع محمود شوقي منصبه (بعد أن ترك الرئاسة بإخلاص) للمواصلة حتى سبتمبر 1955.
في كأس مصر 1954–55، والتي فاز بها فريق كرة القدم، كان الزمالك قد حقق الفوز في الدور الأول من البطولة علي نادي طنطا بنتيجة 7–1، وأحرز علاء الحامولي (خمسة أهداف)، خليل سعيد قدري، قدورة. ثم يفوز علي اتحاد السويس بنتيجة 3–1 في الدور ربع النهائي. وفي نصف النهائي يهزم الزمالك فريق الإسماعيلي بنتيجة 3–1. ويفوز الزمالك باللقب بعد فوزه علي الاتحاد السكندرى في النهائي بنتيجة 2–1، وأحرز هدفي الزمالك علاء الحامولي وعصام بهيج.
وكانت لا تزال فكرة جلب رجل أعمال لمساعدة النادي قائمة، وبالتالي، جاء رجل الأعمال الشهير عبد اللطيف أبو رجيلة رئيسا للنادي في عام 1956 حيث بحلول ذلك الوقت، تم تغيير القواعد مما يسمح لمجلس الإدارة بالبقاء لمدة 3 سنوات. ومرة أخرى يتراجع الدكتور محمود شوقي لرجل الأعمال الجديد. على الرغم من أنه أعيد انتخابه رئيسا للنادي وكل ذلك من أجل ازدهار النادي. على الرغم من أن عبد اللطيف أبو رجيلة أعيد انتخابه لفترة رئاسة ثانية.
شهدت تلك الحقبة ظهور جيل جديد من اللاعبين الذين إلى جانب مواهبهم كلاعبي كرة قدم عرفوا بولائهم لنادي الزمالك مثل؛ عصام بهيج، علاء الحامولي، شريف الفار، يكن حسين، سمير قطب، نور الدالي، عبد العزيز قابيل. وكان علاء الحامولي يُعد أحد أقوي الهدافين المصريين في ذلك العصر، فاز مع الزمالك بسبعة ألقاب لكأس مصر في 13 موسمًا قضاها مع الفريق، وهو هداف الزمالك التاريخي في كأس مصر برصيد 23 هدفًا، وهو أيضًا ثالث أفضل هدافي الزمالك على الإطلاق في ديربي القاهرة برصيد 9 أهداف.
في عام 1959، انتقل إلى نادي الزمالك علي محسن مهاجم منتخب اليمن لكرة القدم، وسجل هدفين في فوز فريقه بنتيجة 3–2 على الأولمبي في نهائي كأس مصر 1960 وكان أول هداف غير مصري للدوري الممتاز في موسم 1960–61 بالدوري. فاز الزمالك بـ 6 ألقاب لكأس مصر في الفترة من 1952 إلى 1960، بداية من 1952 حتى 1955، تلاه أربعة ألقاب متتالية في؛ أعوام 1957، 1958 (مشتركة)، 1959 و1960. فاز النادي بدوري منطقة القاهرة لمدة 3 مواسم متتالية؛ في الأعوام 1950–51، 1951–52، 1952–53، توقفت البطولة حتى الموسم الأخير من 1957–58 وتم إلغاءها نهائيًا.

### النجاح المستمر (1960–1984)

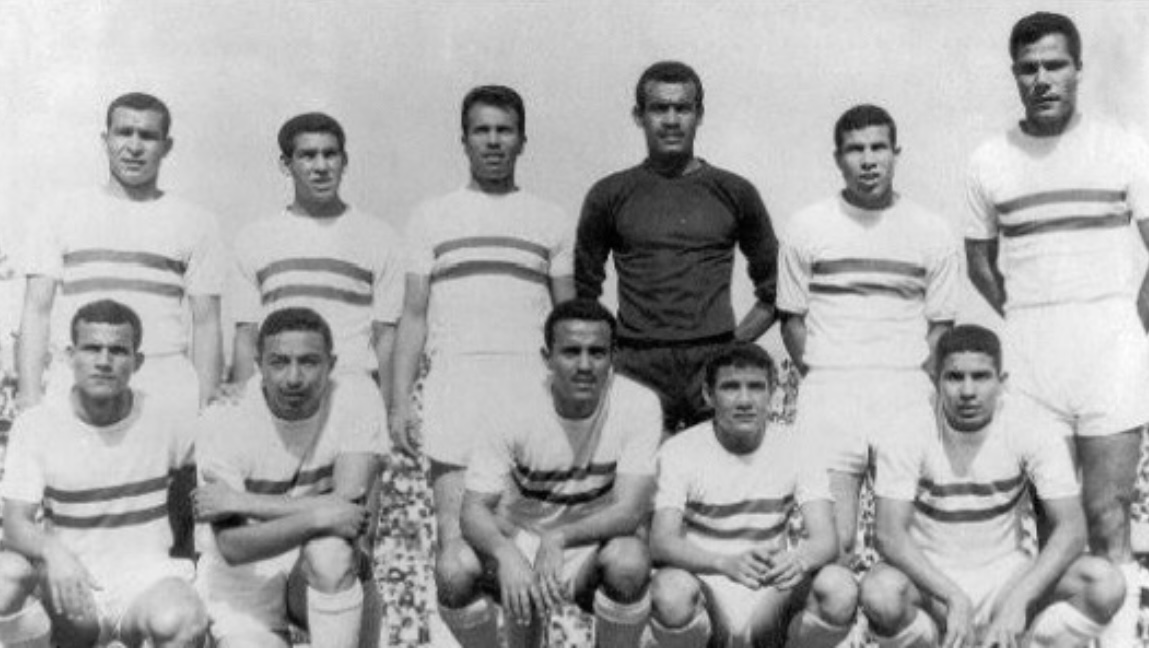
فريق نادي الزمالك في عام 1964

مع بداية الستينيات، ظهر جيل جديد في نادي الزمالك بشكل خاص والكرة المصرية بشكل عام، مثل؛ ألدو ستيلا، أحمد رفعت، نبيل نصير، حمادة إمام، رأفت عطية، عبده نصحي، أحمد مصطفى، ومحمود أبو رجيلة. وكانت هذه الحقبة من أولى الفترات التي حدثت فيها صراعات صحفية بين الزمالك والأهلي، بسبب قيام عدد من الكتاب بنشر مقالات تثير غضب طرف على حساب الآخر. وكان الأهلي حينها يمر بفترة صعبة في تاريخه، وكان هناك عدد كبير من القضايا المتعلقة بالفساد التي ضربت الساحة الرياضية المصرية، والتي جسدها الكاتب الصحفي يوسف السباعي في إحدى رواياته وعدة مقالات.
استمر النادي في البحث عن رجل أعمال آخر، وجاء علوي الجزار كرئيس وكان صاحب شركة الشيخ شيريب، وكذلك رئيس مجلس إدارة شركة كوكا كولا في ذلك الحين. على الرغم من أنه كان رئيسا فقط لفترة قصيرة، تمكن من إحضار ريال مدريد على نفقته الخاصة في عام 1961 للعب ضد الزمالك إحتفالاً باليوبيل الذهبي لإنشاء النادي. في عام 1962 جاء مجلس إدارة جديد مكون من المهندس حسن عامر رئيسا والدكتور محمود شوقي نائبا فخريا ومحمد لطيف وجلال قريطم ومحمود إمام ومحمود حافظ أعضاء. وظل حسن عامر رئيسا للنادي حتي ضلوع حرب 1967. خلال حرب الاستنزاف قرر وزير الشباب والرياضة طلعت خيري أن يتم تعيين مجالس النادي بدلا من انتخابها، ومن ثم تولى محمد حسن حلمي الرئاسة ليصبح أول رياضي في مصر رئيسا للنادي. وظل في الرئاسة حتى تموز / يوليو 1971.

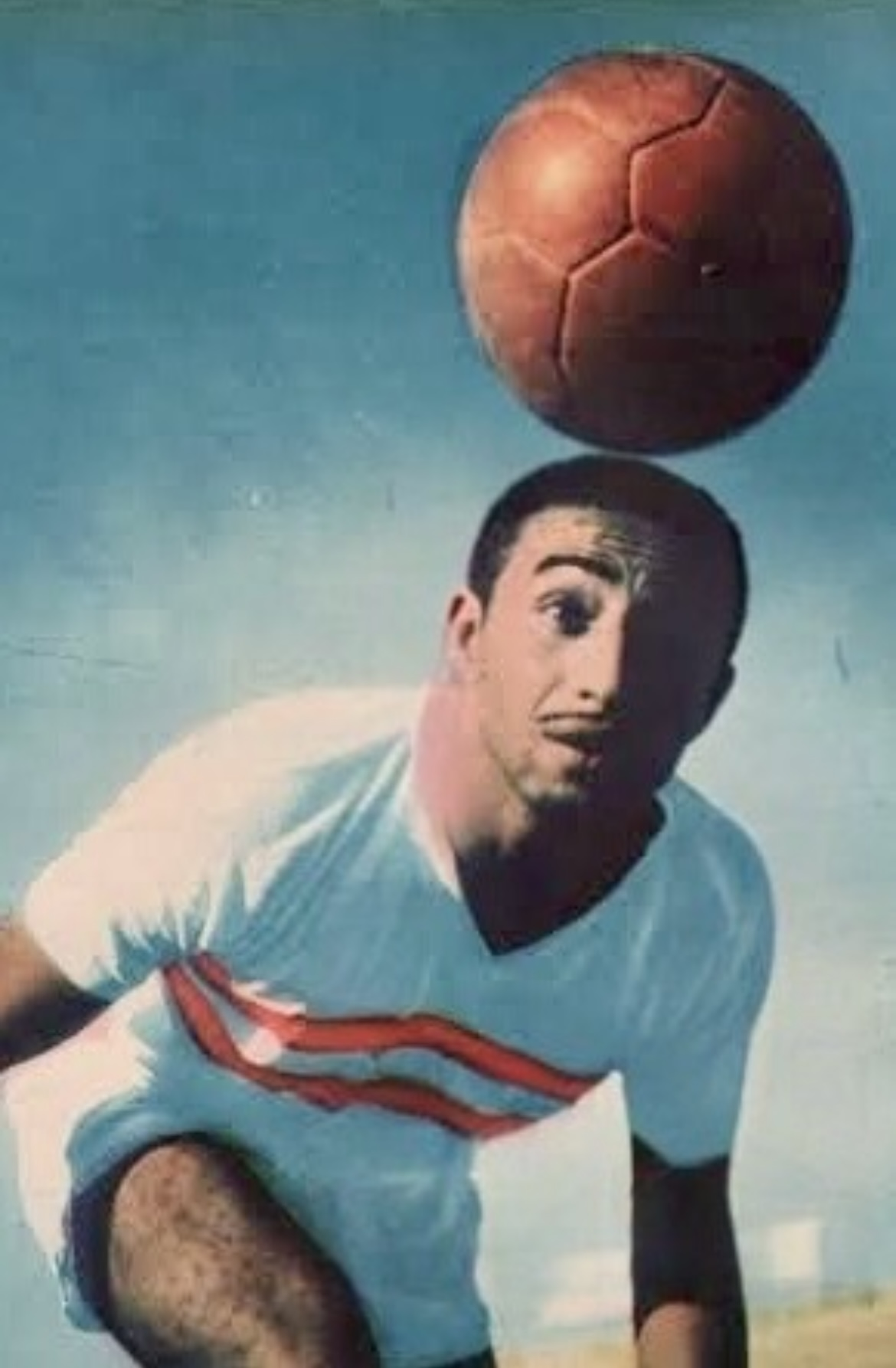
حمادة إمام، من أبرز لاعبي نادي الزمالك، الملقب "الثعلب".

في عام 1966، دعا الزمالك فريق وست هام يونايتد لكرة القدم. للعب في القاهرة، كان وست هام هو حامل لقب كأس أوروبا 1964–65. قدم الزمالك مباراة رائعة وسحق أبطال أوروبا بنتيجة 5–1، في الوقت الذي كان فيه النادي الإنجليزي في قمة مجده ويلعب في صفوفه ستة من نجوم منتخب إنجلترا لكرة القدم (بطل كأس العالم 1966) على رأسهم بوبي مور. وسجل حمادة إمام ثلاثية، وسجل طه بصري وعبد الكريم الجوهري الهدفين الآخرين. وأصدر الرئيس المصري الراحل جمال عبد الناصر قرارا بمنح فريق الكرة بنادي الزمالك وسام الجمهورية تقديرا لما قدمه لاعبوه من مستوى فني رائع في المباراة.
في عام 1968 خلال حرب الاستنزاف استضاف نادي الزمالك نوادي الإسماعيلي والمصري وبقية فرق قناة السويس في أرض نادي الزمالك. حيث أعادت القواعد السماح أن ياتي مجلس الإدارة بالانتخابات وعدم السماح لأي شخص بأن يصبح رئيسا إذا كان هذا الشخص يتولى رئاسة مجلسين متتاليين. ومن ثم جاء توفيق الخشن الذي تولى رئاسة المجلس، وتم منح الرئاسة الفخرية لحلمي زامورا. في عام 1973 انتخب حلمي زامورا ليصبح رئيسا، وبقي رئيسا للمجلس حتى عام 1984 وخلال هذه الفترة انتخب باستمرار رئيسا لأحد أكبر أندية مصر.

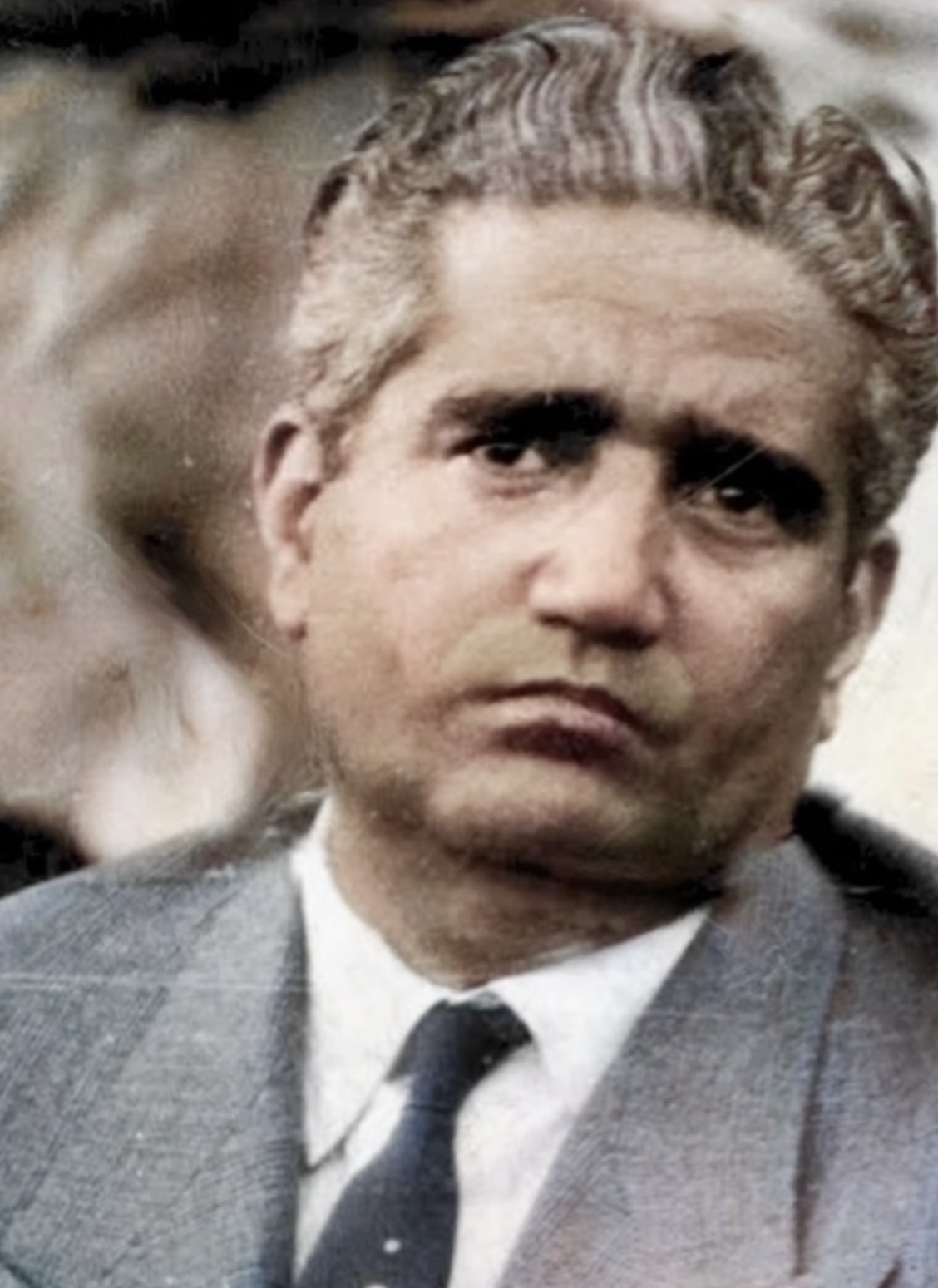
حلمي زامورا، الرئيس الحادي عشر لنادي الزمالك وثاني رئيس من حيث مدة الرئاسة، وأول لاعب كرة قدم مصري يصبح رئيسًا لنادي. سمي الملعب القديم للنادي (ملعب التدريب الحالي) باسمه

حلمي زامورا يُعد أحد أشهر الشخصيات في تاريخ نادي الزمالك. انضم إلى النادي في عام 1934 كلاعب في فريق الشباب، ولعب في النادي لمدة 14 عامًا. حصل مع الفريق على دوري منطقة القاهرة ست مرات وكأس مصر خمس مرات، كما كان لاعبا في منتخب مصر لكرة القدم. وبعد اعتزاله، بدأ عمله الإداري كعضو بلجنة الكرة بالزمالك عام 1948، وبعد أربع سنوات تم اختياره أمينًا عامًا للنادي في الجمعية العمومية الأولى بالزمالك. ثم تم تعيينه مديراً متفرغاً للنادي عام 1966، وهو نفس العام الذي انتخب فيه عضواً في مجلس الإدارة. شغل عدة مناصب إدارية في الاتحاد المصري لكرة القدم، منها رئاسته للجنة المسابقات واللجنة الفنية. وفي مايو 1978، شغل منصب رئيس الاتحاد المصري لكرة القدم. شغل حلمي زامورا منصب رئيس نادي الزمالك من عام 1967 حتى عام 1984، باستثناء عام 1971-1972. كما شغل منصب رئيس الاتحاد المصري لكرة القدم. وكان له الفضل الأول في إنشاء أغلب مرافق نادي الزمالك. واشتهر بعمله التطوعي، إذ كان يرفض تقاضي أي أجر مقابل دوره في النادي.
كان فريق كرة القدم بالزمالك في السبعينيات من أفضل أجيال كرة القدم، وكان يضم لاعبين أسطوريين في تاريخ الكرة المصرية والعربية، إذ ضم فريق هذا العصر لاعبين موهوبين مثل؛ طه بصري وحسن شحاتة وعلي خليل وفاروق جعفر وإبراهيم يوسف ومحمود سعد وعادل المأمور. علي سبيل المثال؛ طه بصري أو "إيزيبيو"، كما اعتادت وسائل الإعلام والجماهير أن تناديه، كان قد بدأ مسيرته مع النادي ولكن لعب في نهاية الستينيات في الدوري الكويتي، وبعد فترة في الكويت عاد إلى نادي الزمالك في عام 1974 ليصبح قائد الفريق الذي فاز بلقب الدوري في موسم 1977-1978 ولقب الكأس مرتين في عامي 1975 و1977.

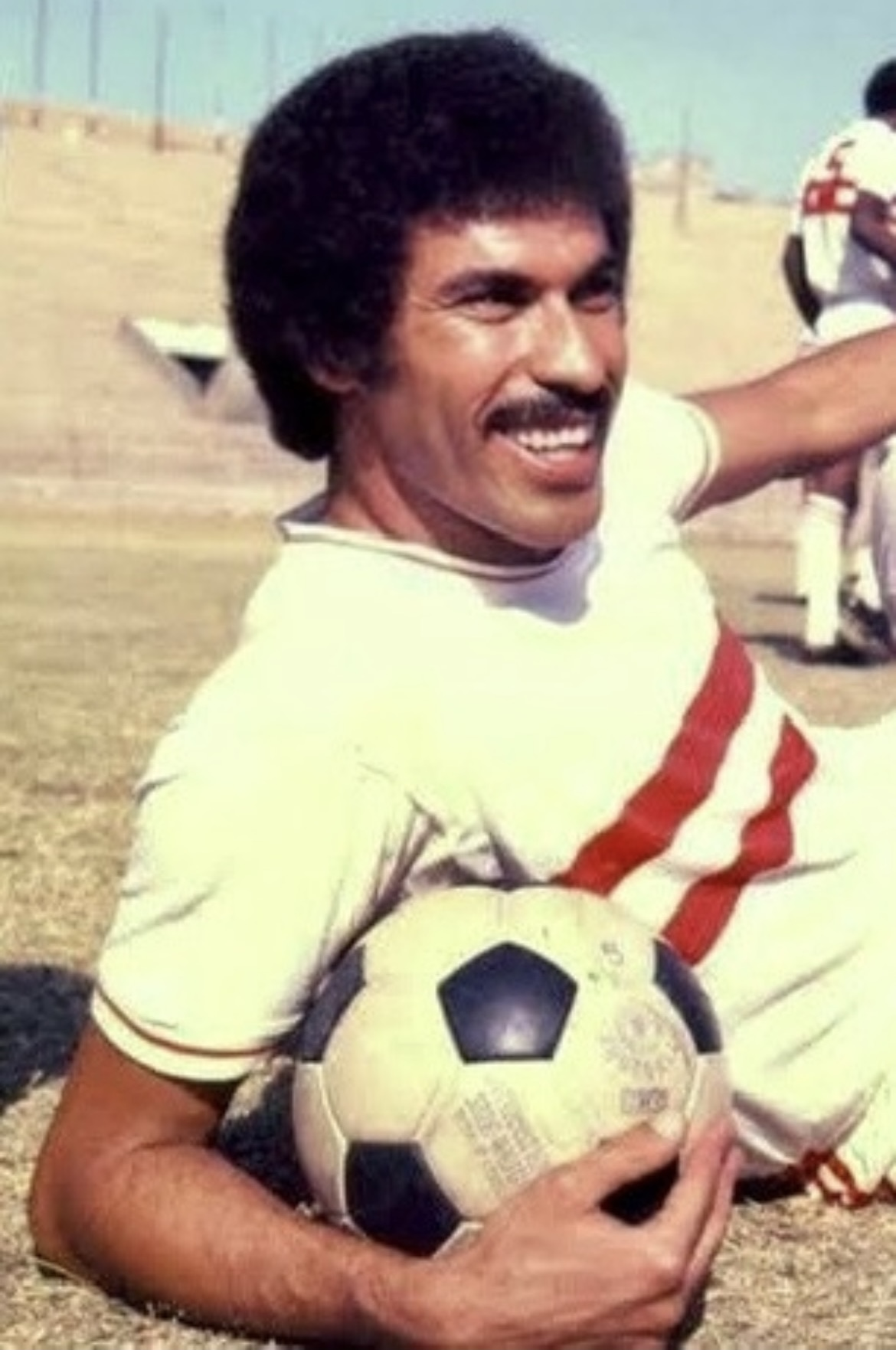
حسن شحاتة من أبرز نجوم الزمالك والملقب "المعلم".

ومن جيل السبعينات، بدأ لاعب الوسط فاروق جعفر أيضًا مسيرته الكروية في فرق الناشئين بنادي الزمالك وقضى مشواره الكروي بأكمله مع النادي، وكان لاعبًا موهوبًا يتمتع بالذكاء ومهارات كرة القدم المذهلة التي جعلته لاعبًا رائعًا في الفريق وفي المنتخب المصري لكرة القدم. أحرز فاروق جعفر 65 هدفاً لناديه في جميع المسابقات وكان يُلقب بـ"ملك النص"، وهو أول كابتن للفريق يرفع كأس إفريقيا للأندية الأبطال عندما فاز بها نادي الزمالك للمرة الأولى في عام 1984. ومن نفس الجيل علي خليل مهاجم وهداف الفريق حيث سجل 94 هدفا للزمالك في 9 مواسم وهو أحد أشهر لاعبي مصر في السبعينيات. وفي كأس مصر 1976–77، واجه الزمالك فريق الإسماعيلي في النهائي وأنهى المباراة لصالحه بنتيجة 3-1. سجل أهداف الزمالك فاروق جعفر وعلي خليل (هدفين)، وكان علي خليل هداف الكأس برصيد 4 أهداف، وسجل خليل أيضا في نهائي كأس مصر 1979. وكان يُلقب بـ "علي الخطير"، وحصل علي لقب هداف الدوري المصري الممتاز في موسمي 1976–77 1978–79.
في نهائي كأس مصر 1975، الذي جمع بين فريق نادي الزمالك وفريق غزل المحلة، فاز الزمالك بنتيجة 1–0، وسجل حسن شحاتة هدف الفوز ليمنح فريقه لقبه الخامس عشر ولقبه الشخصي الأول. ثم قاد شحاتة وزملاؤه فريقهم إلى الفوز بدرع الدوري المصري الممتاز موسم 1977–78. يمكن القول إن حسن شحاتة هو أحد أعظم لاعبي كرة القدم في تاريخ كرة القدم المصرية. وهو أحد أيقونات الزمالك عبر تاريخه الطويل، أطلق عليه لقب "المعلم" لأهدافه ومهاراته في المراوغة. كان حسن شحاتة هداف الدوري المصري الممتاز لموسمي 1976–77 و1979–80، وسجل 102 هدفًا للفريق في جميع المسابقات. وكان الزمالك لا يزال يُسمى "قاهر الأجانب"، على الرغم من عدم اللعب ضد فرق اجنبية بانتظام. التقي نادي الزمالك مع بايرن ميونخ في 21 ديسمبر 1977 في مباراة ودية على ستاد القاهرة، نجح الزمالك في الفوز على البافاري بنتيجة 3–2، وسجل أهداف الزمالك وحيد كامل ومحمد طاهر وعلي خليل.

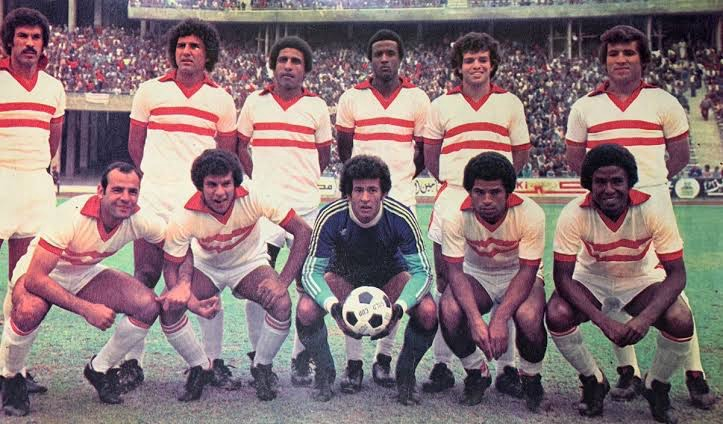
فريق نادي الزمالك في عام 1978

وفي موسم الدوري 1978–79، تعرض علي خليل مهاجم الفريق لحادثة شهيرة في الصدق والنزاهة العالية، عندما سجل هدفًا غير صحيح بعد أن سدد الكرة التي مرت عبر الشباك الخارجية الممزقة وسكنت مرمى الإسماعيلي في مباراة شهيرة. وللأسف كان هذا الهدف مهما للزمالك في مطاردته للحصول على لقب الدوري، إلا أنه واجه الحكم أحمد بلال حكم المباراة وأخبره أن الكرة ليست هدفا وتم إلغاء الهدف بعد أن تم احتسابه وسط اعتراضات من لاعبي وجماهير الإسماعيلي.
فاز الزمالك بالدوري المصري الممتاز عدة مرات في تلك الفترة وأول بطولة يحصل عليها كانت في موسم 1959–60 وهي أول بطولة للدوري بشكله الجديد تدخل ميت عقبة منذ انطلاق البطولة في سنة 1948 كانت التشكيلة تتكون من الدو وشاهين ويكن حسين وأحمد مصطفي وسمير قطب ومحمد الرفاعي وعبده نصحي ورأفت عطية وعصام بهيج وعلاء الحامولي وكان مدرب النادي إيفان ورئيس النادي عبد اللطيف أبو رجيلة. توالي فوز الزمالك بالدوري المصري الممتاز وحصل علي الدوري المصري الممتاز خمس مرات في مواسم (1959–60 و1963–64 و1964–65 و1977–78 و1983–84). وتوالي فوز الزمالك بكأس مصر في تلك الفترة خمس مرات أعوام (1960 و1962 و1975 و1977 و1979). وفاز أيضا في تلك الفترة بكأس أكتوبر وهي البطولة التي أقيمت بديلة لبطولة الدوري المصري الممتاز بسبب استضافة مصر لكأس الأمم الإفريقية 1974.

### الإنتقاضة الإفريقية (1984–2004)

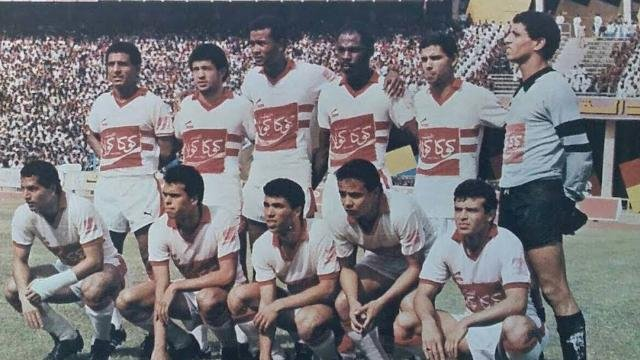
فريق الزمالك الفائز بأول دوري أبطال إفريقيا للنادي عام 1984.

جاء المهندس حسن عامر كرئيس للنادي في عام 1984، وحصل الزمالك في فترته علي أول بطولة كأس إفريقيا للأندية البطلة 1984 بقيادة النجوم عادل المأمور، محمد صلاح، هشام يكن، إبراهيم يوسف، سعيد الجدى، جمال عبد الله، بدر حامد، أشرف قاسم، أيمن يونس، فاروق جعفر (كابتن الفريق)، محمد حلمي، مجدي طلبة، حماده عبد اللطيف، مدحت مكى، أحمد عبد الحليم، الغانى الراحل إيمانويل كوارشى، جمال عبد الحميد، طارق يحيى، نصر إبراهيم، وعادل عبد الواحد. ثم أستطاع الزمالك الحصول علي البطولة الثانية الإفريقية موسم 1986.

وحصل فريق الكرة أيضاً علي بطولة الدوري المصري الممتاز موسم 1987–88، وفاز بكأس مصر في 1988، تحت قيادة عصام بهيج كمدرب للفريق، وكان جمال عبد الحميد هداف الدوري هذا الموسم، وكان هدافًا غزير الإنتاج، وسجل أكثر من 90 هدفًا للزمالك في العقد الذي قضاه مع الفريق. وهو عضو نادي المائة في الدوري المصري. في عام 1987، فاز الزمالك على فريق فوروكاوا إليكتريك الياباني في الكأس الأفروآسيوية للأندية، وسجل للزمالك عفت نصار وجمال عبد الحميد، ليحتفظ الزمالك بالكأس الأفروآسيوية للأندية 1987 لأول مرة لنادٍ مصري. 

إبراهيم يوسف من أبرز نجوم الزمالك والملقب "الغزال الأسمر".

جاء المهندس حسن أبو الفتوح في عام 1988. وخلال هذه الفترة جاءت قاعدة جديدة من قبل وزارة الشباب والرياضة بزيادة عدد أعضاء مجلس الإدارة المنتخبين إلى عشرة والتي أُزيلت مرة أخرى في عام 1990. وساعد المهندس حسن أبو الفتوح في بناء المبنى الجديد الذي يفخر به النادي كمبنى للألعاب الرياضية والذي يعتبر من أكبر المباني في الشرق الأوسط، كما زاد التمويل لمعظم الفرق الرياضية في النادي في مساعدة الفوز العديد من البطولات خلال عصره. في عام 1990 جاء جلال إبراهيم وأصبح رئيس للنادي بسبب وفاة المهندس حسن أبو الفتوح. وقد عقد هذا المجلس المؤقت حتى سبتمبر 1990 عندما عقد الاجتماع العام للنادي مع انتخابه حيث أصبح المهندس محمد نور الدالي رئيسا للمجلس الجديد حتى عام 1992. وفي عام 1992 جاء جلال إبراهيم رئيسا جديدا للنادي. وبما أن القواعد قد تغيرت في ذلك الحين، فإن نائب أمين الصندوق سيتم اختياره في الغالب من قبل أعضاء مجلس الإدارة، ومن ثم تم اختيار حمادة إمام بشكل افتراضي لذلك المنصب بينما تم انتخاب عبد الحميد شاهين لمنصب أمين الصندوق. أما أعضاء المجلس فقد تألف من: أحمد شيرين فوزي ومحمود معروف ومحمد فايز الزمر ورؤوف جاسر وطارق غنيم. وفقا للقواعد، كان من الجديد أيضا أن يكون عضوين من المجلس تحت سن 30 ومن ثم تم انتخاب سامي أبو الخير وإيهاب إبراهيم. أما بالنسبة للأعضاء المعينين من قبل اللجنة العليا للشباب والرياضة، وتم إضافة الدكتور محمد عامر، والجنرال حنفي رياض، وفاروق أبو النصر إلى المجلس. وبحلول عام 1994 لم يتمكن عبد الحميد شاهين من مواصلة مهامه بسبب مرضه، ولكن المجلس اختار أن يبقيه في موقع تكريما لتفانيه للنادي، وبالتالي تم تعيين فاروق أبو النصر لأداء الواجبات مع إبقاء عبد الحميد شاهين في المنصب.

فريق الفائز بلقب دوري أبطال إفريقيا الثالث في عام 1993.

في عام 1995 أدخلت تغييرات على مجلس الإدارة بسبب إلغاء المحكمة لأربعة أعضاء في المجلس بسبب غيابهم عن اجتماعات المجلس لمدة 6 مرات. وكان هؤلاء الأعضاء محمود معروف، ومحمد فايز الزمر، والدكتور محمد عامر. وكان الأعضاء المعينون حديثًا مرتضى منصور، ومحمد عبد الله، ومنير حسن، وإبراهيم لطيف. ولا تزال اللجنة العليا للشباب والرياضة تعترض على ربط الأعضاء المعينين مع المنتخبين وكنتيجة لذلك فإن منير حسن وإبراهيم لطيف فقدوا مناصبهم من أجل مصلحة النادي ولإزالة أي إحراج يحدث لمجلس الإدارة. وكمفاجأة، كان العضوان المعينان حديثا لمجلس النادي هما الدكتور محمد عامر وفاروق أبو النصر لدعم قدراتهم وتفانيهم. ونتيجة لذلك، تم اختيار الدكتور شيرين فوزي ليكون أمين الصندوق حتى الانتخابات الجديدة.
حصل الزمالك في عهد جلال إبراهيم بطولتين من الدوري المصري الممتاز موسم 1991–92 وموسم 1992–93، كما فاز ببطولتين من دوري أبطال إفريقيا أعوام 1993 و1996 وكان الزمالك وصيف كأس إفريقيا للأندية البطلة 1994. في عام 1993، بعد تحقيق الزمالك لقب كأس إفريقيا للأندية البطلة 1993 بعد فوزه على الفريق الغاني أشانتي كوتوكو في النهائي، تلاه كأس السوبر الإفريقي عام 1994، وهي المرة الأولى في التاريخ التي يكون فيها متنافسان مصريان، فاز الزمالك على الأهلي في المباراة الإفريقية بهدف أيمن منصور ليجلب أول بطولة مصرية من نوعها، كان نادي الزمالك وصيفاً لبطولة الكأس الأفروآسيوية للأندية في نفس العام.
في يوم الخميس الموافق 4 يوليو جاء قرار الدكتور عبد المنعم عمارة بحل مجلس إدارة النادي ومجلس الاتحاد المصري لكرة القدم بعد انسحاب الزمالك من مباراة القمة بين الأهلي والزمالك لموسم 1995–96، حيث قرر المجلس تجميد نشاط كرة القدم  في النادي. تم اختيار مجلس إدارة مؤقت لمدة عام واحد، كان الدكتور كمال درويش رئيسا له وكان اللواء عبد العزيز قابيل نائبا للرئيس مع أعضاء مجلس الإدارة من اللواء حنفي رياض ومجدي شرف وإسماعيل سليم وعزمي مجاهد ومحمد عبد الرحمن فوزي. كما تم تعيين المحامي محمود بدر الدين أمينا للصندوق.

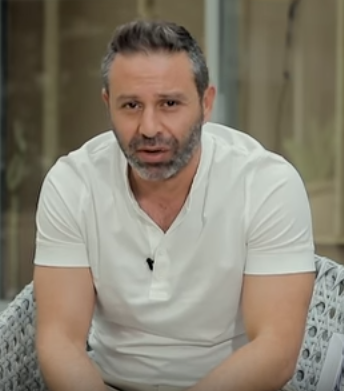
حازم إمام، من أبرز لاعبي نادي الزمالك

حصل الزمالك علي بطولة دوري أبطال إفريقيا عام 2002، وحصل الزمالك علي بطولتين كأس السوبر الإفريقي أعوام 1994 و2003، كما حصل في عهد المجلس علي أول بطولتين في كأس السوبر المصري أعوام 2001 و2002. كما حصل الزمالك علي الدوري المصري الممتاز في تلك الفترة 3 مرات (2000–01 و2002–03 و2003–04)، وحصل علي كأس مصر مرتين في 1999 و2002. وكان الزمالك أفضل نادٍ في العالم من قبل الاتحاد الدولي لتاريخ وإحصاءات كرة القدم (IFFHS) في فبراير 2003. وكان أيضا أول فريق مصري يتأهل لكأس العالم للأندية 2001، والذي لم يكتمل بسبب مشاكل التمويل. رئيس النادي من سنة 92 حتى 96 كان جلال إبراهيم ومن سنة 96 حتى 2005 كان كمال درويش.

### التراجع (2005–2013)
في هذه الفترة، هبط مستوى فريق كرة القدم بالنادي كثيراً، ولم يستطع الفوز بالبطولات إلا في عامي 2008 و2013 عندما حقق كأس مصر وهو أكبر إنجاز له في تلك الفترة. استمر مستوى فريق الزمالك بالهبوط، حيث شهدت هذه الفترة عدم إستقرار إداري في النادي، منذ تولي مرتضى منصور رئاسة النادي في 2005، لم يستمر المجلس طويلًا وتم حله، ليأتى مجلس معين برئاسة مرسي عطا الله لإدارة النادى، قبل أن يعود مرتضى منصور من جديد لرئاسة المجلس مرة أخرى، الذي شهد العديد من القضايا المنظورة في المحاكم بحل مجلس الإدارة وإعادته من جديد.

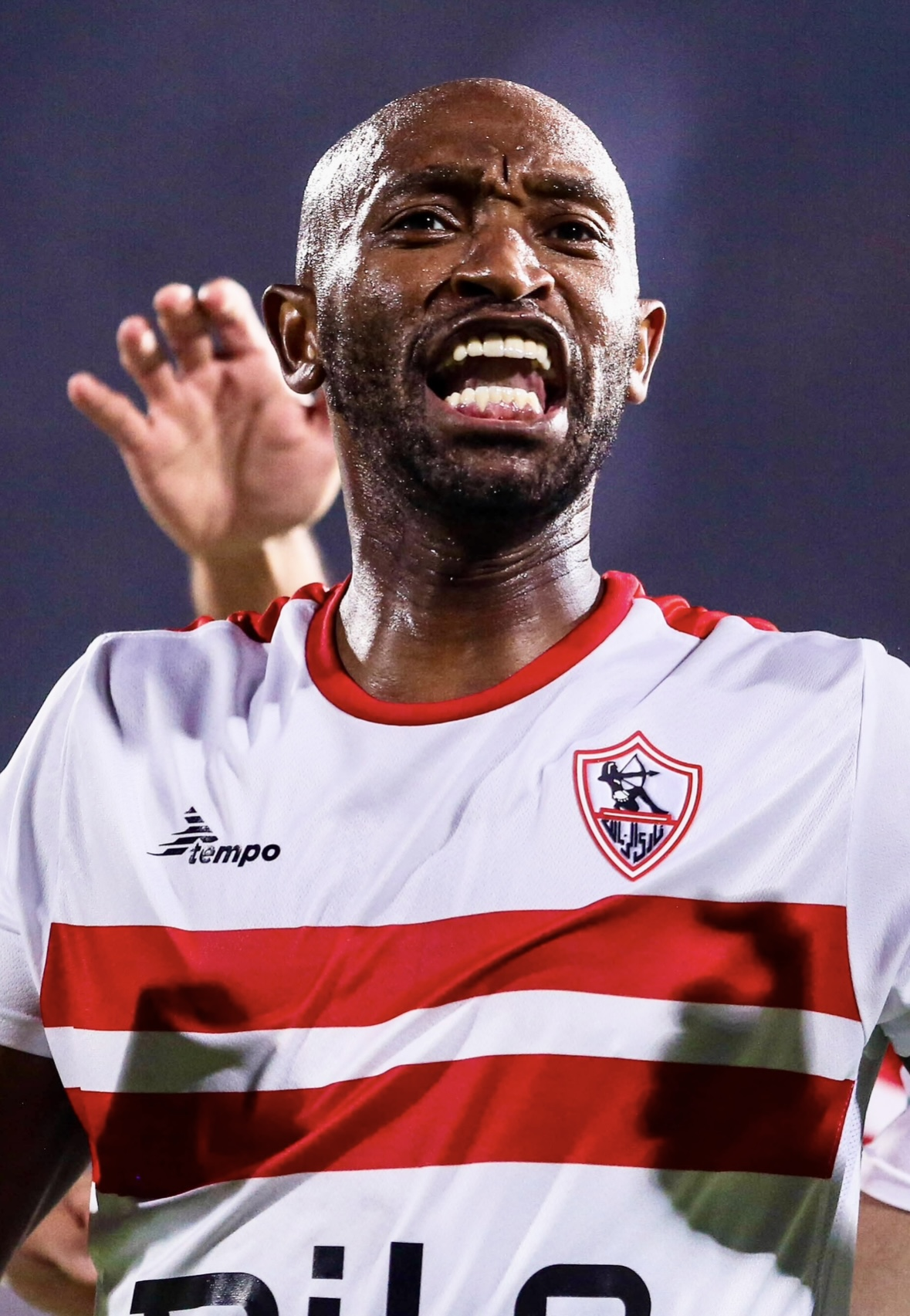
شيكابالا، من أبرز لاعبي الزمالك ، الملقب بـ"الأباتشي"، هو اللاعب الأكثر تتويجًا بالألقاب في تاريخ النادي.

برز في تلك الحقبة جيل جديد من اللاعبين المميزين في نادي الزمالك وكذلك في المنتخب المصري لكرة القدم، أمثال: شيكابالا، عمرو زكي، عمر جابر، محمد عبد الشافي، محمود فتح الله، محمد أبو جبل. كما ساهم عدد من لاعبي الزمالك في فوز الفريق القومي بكأس الأمم الأفريقية ثلاث مرات متتالية في أعوام 2006، 2008، 2010. وبالأخص شيكابالا، جناح الزمالك، يعد أحد أبرز المواهب في تاريخ الكرة المصرية، والذي حمل لواء الزمالك وساهم في الحفاظ على شعبية نادي الزمالك الكبيرة في تلك الفترة الصعبة.
ثم تدخل المجلس القومي للرياضة حيث يقوم بتعيين مجلس برئاسة محمد عامر لمدة عام قبل أن يتم إجراء انتخابات في مايو 2009، أسفرت عن انتخاب ممدوح عباس رئيساً للنادى. ثم تم حل مجلس ممدوح عباس عام 2010 بعد حصول مرتضى منصور على حكم قضائى يفيد بتزوير الانتخابات، ومن ثم عينت الجهة الإدارية مجلساً مؤقتاً لإدارة النادى برئاسة جلال إبراهيم، قبل أن يعود مجلس ممدوح عباس من جديد لممارسة مهام عمله بعد تنازل منصور عن دعواه القضائية، ثم قام طاهر أبو زيد بحل مجلس ممدوح عباس حيث شكل مجلساً مؤقتاً برئاسة كمال درويش لرئاسة الزمالك ولكن بالتعيين، فعرف الزمالك عدم الإستقرار. وفاز نادي الزمالك ببطولة كأس مصر 2012–13 بعد فوزه علي وادي دجلة في النهائي، أحرز للزمالك أحمد جعفر (هدفين) وشيكابالا.

### بناء جيل جديد والعودة مرة أخرى (2014–)
مع عودة مرتضى منصور إلى رئاسة الزمالك أستطاع الزمالك العودة إلى منصات التتويج مرة أخرى بحصوله علي كأس مصر عام 2014 على حساب مواطنه سموحة بنتيجة 1–0. وفي الموسم الموالي 2014–15 أستطاع الزمالك تكوين جيل جيد أمثال طارق حامد وأيمن حفني ساعدته في العودة إلى منصات التتويج، فاستطاع الحصول علي الدوري المصري الممتاز ليُحطّم الزمالك الرقم القياسي في الحصول علي أكبر عدد من النقاط في الدوري، وتصدّره لترتيب الدوري بفارق تسعة نقاط عن أقرب المنافسين، وسِجلّ رائع لم تتخلّله سوى خسارة واحدة طوال عام كامل. ثمّ حقق الفريق بطولة كأس مصر في نهاية العام على حساب مواطنه الأهلي بنتيجة 2–0، والوصول إلى قبل نهائي كأس الكونفيدرالية الإفريقية عام 2015.
في عام 2016 أستطاع الزمالك الحصول علي كأس مصر على حساب مواطنه الأهلي بنتيجة 2–0، والوصول إلى المباراة النهائية دوري أبطال إفريقيا ولكنه لكنة أخفق في الحصول علي اللقب السادس له في تاريخه، وحصول الزمالك علي كأس السوبر المصري بعد الفوز علي غريمه الأهلي بركلات الترجيح 3-1. وفي عام 2018 حصد الزمالك كأس مصر بعد فوزه علي حساب مواطنه سموحة 5-4 بركلات الترجيح بعد نهاية الوقت الأصلي بالتعادل الإيجابي 1-1.
في عام 2019 أستطاع الزمالك الحصول علي كأس مصر بعد فوزه علي منافسة بيراميدز 3-0، ثمّ حقق النادي بطولة كأس الكونفيدرالية الإفريقية علي فريق النهضة البركانية بركلات الجزاء 3-1 بعد إنتهاء المبارتين بنتيجة 1-1، بذلك أستطاع الزمالك الحصول علي أول لقب إفريقي منذ عام 2002. ومع مطلع عام 2020 الحصول علي كأس السوبر الإفريقي 2020 للمرة الرابعة في تاريخه بعد الفوز علي الترجي الرياضي التونسي بنتيجة 3-1، ثمّ حقق الفريق بطولة كأس السوبر المصري على حساب مواطنه الأهلي 4-3 بركلات الجزاء بعد نهاية الوقت الأصلي بالتعادل السلبي، ليحقق البطولة الثانية في خلال أسبوع. في عام 2021 حسم الزمالك لقب الدوري المصري الممتاز الـ13 بتاريخه قبل انتهاء المسابقة بجولة، حيث أصبح الفارق بين الزمالك والأهلي صاحب المركز الثاني الي 4 نقاط. وأحتل الزمالك المركز الأول في صدارة جدول ترتيب الدوري برصيد 79  نقطة بعدما خاض 33 مباراة حقق الفوز في 24 وتعادل في 7 مواجهات وخسر مباراتين، وسجل لاعبوه 60 هدف وسكنت شباكه 20 هدف.
كما تمكن الزمالك من الفوز بكأس مصر في نفس العام، على الرغم من الظروف الصعبة التي مر بها النادي في موسم 2020–21. في 22 نوفمبر 2021، عاد مرتضي منصور ومجلس إدارته رسميًا إلى إدارة نادي الزمالك، عقب رحيل اللجنة المعينة حتى انتخابات النادي. في 12 فبراير 2022، أصبح منصور رئيسًا لنادي الزمالك للمرة الثالثة، بعد الانتخابات التي أجراها النادي من خلال الجمعية العمومية. في موسم 2021–22، تمكن فريق كرة القدم من تحقيق الدوري المصري الممتاز للعام الثاني على التوالي وكأس مصر، على الرغم من عقوبة الاتحاد الدولي لكرة القدم (فيفا) بإيقاف قيد اللاعبين.
بجانب اللاعبين القدامي: شيكابالا، عمر جابر، محمد عبد الشافي، حازم محمد إمام. ظهر في هذا الجيل لاعبين مميزين في نادي الزمالك ومنتخب مصر مثل: طارق حامد، باسم مرسي، مصطفي فتحي، أيمن حفني، الونش، أحمد فتوح، مصطفي محمد وآخرين.
في 19 أغسطس 2023، تقدم مجلس إدارة الزمالك باستقالة جماعية بعد فشل الإدارة في حل أزمات النادي وديونه، مما أدى إلى حظر قيد اللاعبين، وعدم القدرة على الفوز بمعظم المباريات والبطولات، وتوقف العمل بفرع النادي بمدينة السادس من أكتوبر. وعينت وزارة الشباب والرياضة اللواء حسن موسى في الإدارة تنفيذية للنادي، وأحمد فؤاد الوطن مديرًا ماليًا، وأيمن عبد المنعم مديرًا للأنشطة الرياضية. وأعلنت وزارة الشباب والرياضة في بيان رسمي استبدال حسن موسى الرئيس التنفيذي لنادي الزمالك بعماد مصطفى البناني لحين إجراء انتخابات مجلس الإدارة الجديد.

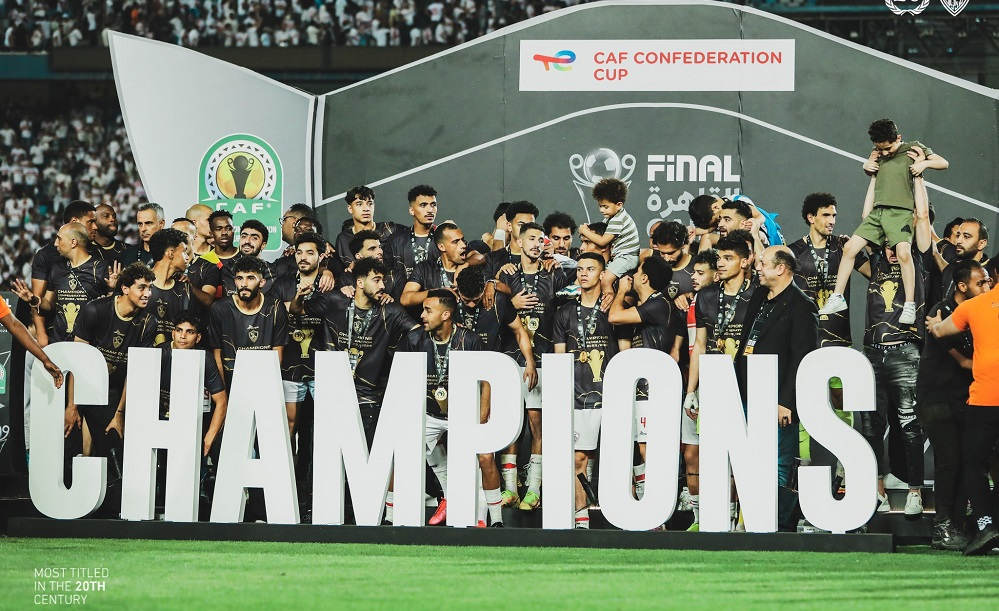
فريق نادي الزمالك بطل كأس الكونفدرالية الأفريقية عام 2024

في 21 أكتوبر 2023، نجحت القائمة الموحدة برئاسة حسين لبيب في الفوز بانتخابات نادي الزمالك، بفارق كبير من الأصوات عن أقرب منافسيها في جميع المناصب، باستثناء منصب نائب الرئيس، الذي شهد منافسة شرسة بين هشام نصر وهاني العتال، قبل أن يفوز به الأول بفارق أكثر من 400 صوت، ليبدأ النادي الأبيض عهدًا جديدًا مع مجلس إدارة لبيب لمدة 4 سنوات مقبلة. فاز نادي الزمالك على نهضة بركان بقاعدة الأهداف خارج الأرض ليحصد لقب كأس الكونفيدرالية الأفريقية 2023–24 للمرة الثانية في تاريخ النادي، ليرتفع عدد الألقاب القارية إلى 14 لقبًا. فاز الزمالك بكأس السوبر الأفريقي 2024 أو سوبر القرن، ليكون اللقب الخامس لكأس السوبر الأفريقي في تاريخ النادي بعد فوزه على الأهلي 4-3 بركلات الترجيح بعد التعادل 1-1 في ملعب المملكة في الرياض، السعودية. ليكون بذلك حقق الزمالك ثاني انتصارًا قاريا علي غريمه التقليدي بفارق 30 سنة بين البطولتين، ويرتفع عدد الألقاب القارية إلى 15 لقبًا. كما فاز الفريق بلقب كأس مصر 2024–25 علي حساب بيراميدز بعد الفوز بركلات الجزاء الترجيحية، ليرفع رصيده في كأس مصر إلى 29 لقبا.

## شعار وزي النادي

### شعار النادي
في 1913، حمل النادي شعار «نادي القاهرة الرياضي الدولي "الزمالك"» وكان غالبًا ما يتم ختم C.I.S.C على القميص الأبيض لفريق كرة القدم. في عام 1941 كان الشعار الملكي لمملكة مصر والسودان هو الشعار الرسمي للنادي حينها؛ حيث تغير اسم النادي من «النادي المختلط» إلى «نادي فاروق» وذلك بأمر ملكي من الملك فاروق الأول ملك مصر والسودان، حضر الملك مباراة نهائي كأس مصر 1944، والتي فاز فيها المختلط على الأهلي بالنتيجة الأكبر في تاريخ لقاء الفريقين بنتيجة (6-0) على ملعب اتحاد الجيش. تغير اسم وشعار النادي بعد الثورة على على الحكم الملكي في مصر اعقاب ثورة 23 يوليو عام 1952؛ حيث أصبح الشعار مكون من مزيج من النموذج الرياضي والحضارة المصرية القديمة؛ استخدم نادي الزمالك في شعاره ألوانه الرئيسية التي تعبر عن السلام والكفاح والتي لم لم تتغير منذ تأسيسه حيث استُخدِم في خلفية الشعار اللون الأبيض باعتباره لون السلام، محاطًا بخطين باللون الأحمر لأنه رمز الكفاح في سبيل تحقيق النصر. ويظهر في النصف العلوى من الشعار رامى السهم الذي يصوب نحو الهدف مرتدياً زياً فرعونياً كدلالة على الهدف المشترك بينه وبين نادي الزمالك، ويقصد بهذا الشعار التعبير عن الانتماء لمصر والاعتزاز بالحضارة المصرية كما يشير إلى أن هدف النادي دوما هو تحقيق الانتصار. حيث أن رامي السهم يسعى لإصابة الهدف وأيضًا النادي الملكي الذي له هدف يستهدف تحقيقه أمام المنافسين في الملعب.

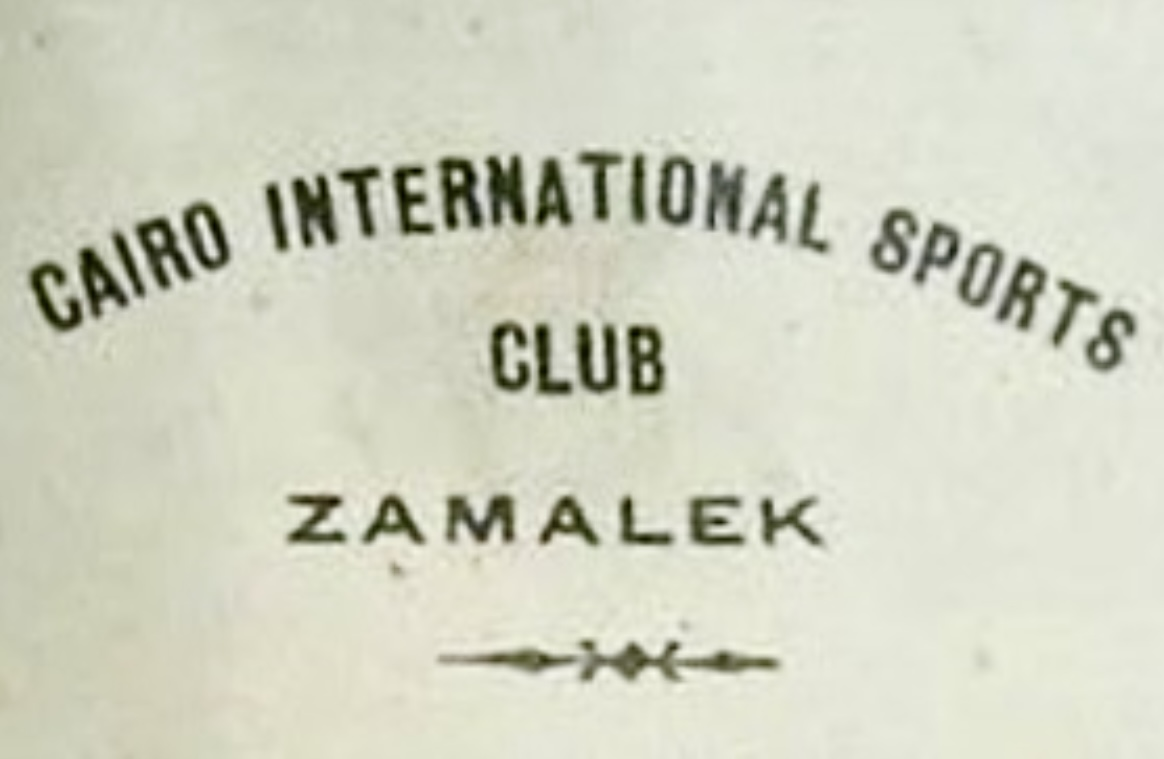
شعار نادي نادي القاهرة الرياضي الدولي "الزمالك" (1913–1942)
شعار الملك فاروق الأول ملك مملكة مصر والسودان، حيث كان الشعار الرسمي لنادي فاروق (1942-1951)
شعار آخر لنادي فاروق (1942–1951)
الشعار الحالي لنادي الزمالك (1952-حتى الآن)

### الأطقم عبر التاريخ
- المصادر :[133][134][135][136]

#### الأطقم الأساسية
| كلاسيكي | خطوط بزاوية | 1984    | 1994–95 | 1993–94 | 1996–97 | 1997–98 | 2000–01 | 2001–02 |
| 2001–03 | 2002–03     | 2005–06 | 2008–10 | 2010–11 | 2011–12 | 2012–15 | 2015-16 | 2016–17 |
| 2017–18 | 2018–19     | 2019–21 | 2021–22 | 2022–23 |         |         |         |         |

#### الأطقم الاحتياطية
| 1992–93 | 2008–10 | 2013-14 | 2014-15 | 2015-16 | 2016–17 | 2017–18 | 2018–19 |
| 2019–20 | 2020–21 | 2021–22 | 2022–23 |         |         |         |         |

### الأطقم الثانوية
| 2008–10 | 2018–19 | 2019–21 | 2022–23 |

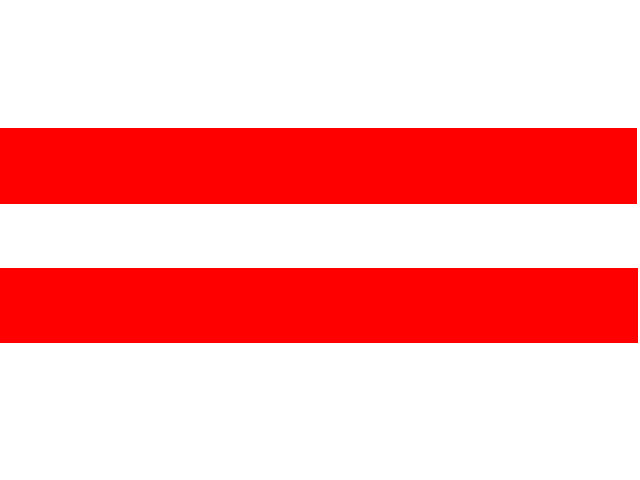
خطان باللون الأحمر في تشيرت الزمالك.

يشتهر الزمالك بثبات ألوانه الأساسية والتي لم تتغير على مدار تاريخ النادي الممتد منذ عام 1911، حيث يمتاز بالرداء الأبيض الذي يتوسطه خطان متوازيان باللون الأحمر. بعرض قميص الفريق على الصدر، ويرمز اللون الأبيض لزي الفريق للسلام بينما يشير الخطان الحمروان للكفاح في سبيل النصر. ويتغير اللون الثانوى للفرق الرياضية بتغيير الشركة المصممة للملابس فيتراوح بين الأرزق الغامق «الكحلى» والأسود والأخضر.

### رعاة النادي وموفرو القميص
| الموسم    | مزود        | راعي                                  |
| --------- | ----------- | ------------------------------------- |
| 1999-2001 | ديادورا     | فيليبس                                |
| 2001-2004 | أديداس      | تشيبسي                                |
| 2001-2004 | أديداس      | بيبسي                                 |
| 2004-2005 | فينيسيا     | لا يوجد                               |
| 2005-2007 | أديداس      | سايبس                                 |
| 2007-2008 | فينيسيا     | دجاج كنتاكي / ليون شيبسي              |
| 2008-2011 | أديداس      | سيراميكا رويال                        |
| 2011-2012 | أديداس      | يورك                                  |
| 2012-2013 | أديداس      | بريجو                                 |
| 2013-2014 | أديداس      | تويست                                 |
| 2014-2015 | أديداس      | بنك سايب / بيبسي                      |
| 2015-2016 | ماكرون      | بنك سايب / هيونداي                    |
| 2016–17   | جوما        | بنك سايب / هيونداي                    |
| 2017-2018 | جوما        | المصرية للاتصالات / لاكتيل/ أوبو/ جاك |
| 2018-2020 | بوما        | المصرية للاتصالات / لاكتيل/ أوبو/ جاك |
| 2021-2022 | تيمبو سبورت | المصرية للاتصالات / لاكتيل/ أوبو      |

## أسباب التسمية

### نادي قصر النيل (1911–1913)
سمي النادي بهذا الاسم بسبب موقعه فقد اختار المؤسسين ضفة نهر النيل في مواجهة نادي الجزيرة، وكان بجوار مقر النادى مقر لمعسكرات الجيش البريطاني في مصر، وهي ثكنات قصر النيل.

### نادي المختلط (1913–1941)
يوجد اختلاف في سبب التسمية البعض يري أن التسمية تعود إلى أن أعضاء النادى كانوا مجموعات متنوعة من الجنسيات الأجنبية المختلفة ويرى البعض الآخر أن الاسم يرجع إلى المحاكم المختلطة، وكانت هذه المحاكم نوعا من القضاء الخاص أنشأه الإنجليز في مصر للفصل في المنازعات القضائية المدنية والجنائية بين الأجانب المقيمين في مصر وبعضهم البعض من ناحية وبين هؤلاء الأجانب والمصريين من ناحية أخرى

### نادي فاروق الأول (1941–1952)
تغير اسم النادي مرة أخرى إلى نادي فاروق وكان ذلك في عام 1941 بعد أن نال النادي الرعاية الملكية من ملك مصر فاروق الأول، تم إبلاغ محمد حيدر باشا رئيس النادي في ذلك الوقت بالقرار الملكي بتغيير الاسم إلى نادي فاروق الأول، وبالتالي تولى إسماعيل شيرين من عائلة محمد علي باشا منصب نائب رئيس النادي.
شهدت هذه الفترة أكبر انتصارات في تاريخ ديربي القاهرة بفوزالزمالك 6-0 على الأهلي عام 1942 و1944. هذا الرقم القياسي في ديربي القاهرة لم يتم كسره منذ ذلك الحين. كانت هذه الحقبة بداية لقب الزمالك لـ «قاهر الأجانب» بسبب انتصاراتهم الكثيرة ضد الفرق الأجنبية الشهيرة.

### نادي الزمالك (1952– الآن)
كلمة الزمالك كلمة تركية الأصل وهى جمع لكلمة زملك، وهي في اللغة كشك خشبى صغير يقام على ضفاف الأنهار، عرفها المصريون لأول مرة عندما أراد محمد علي باشا حاكم مصر أن يقيم معسكرات لقيادات الجيش في تلك الجزيرة التي تقع في حضن نهر النيل وتتوسط القاهرة وتكون قريبة من الأسطول البحرى فأنشأ أكشاك خشبية للجنود المماليك.

## المنشئات

### مقر النادي

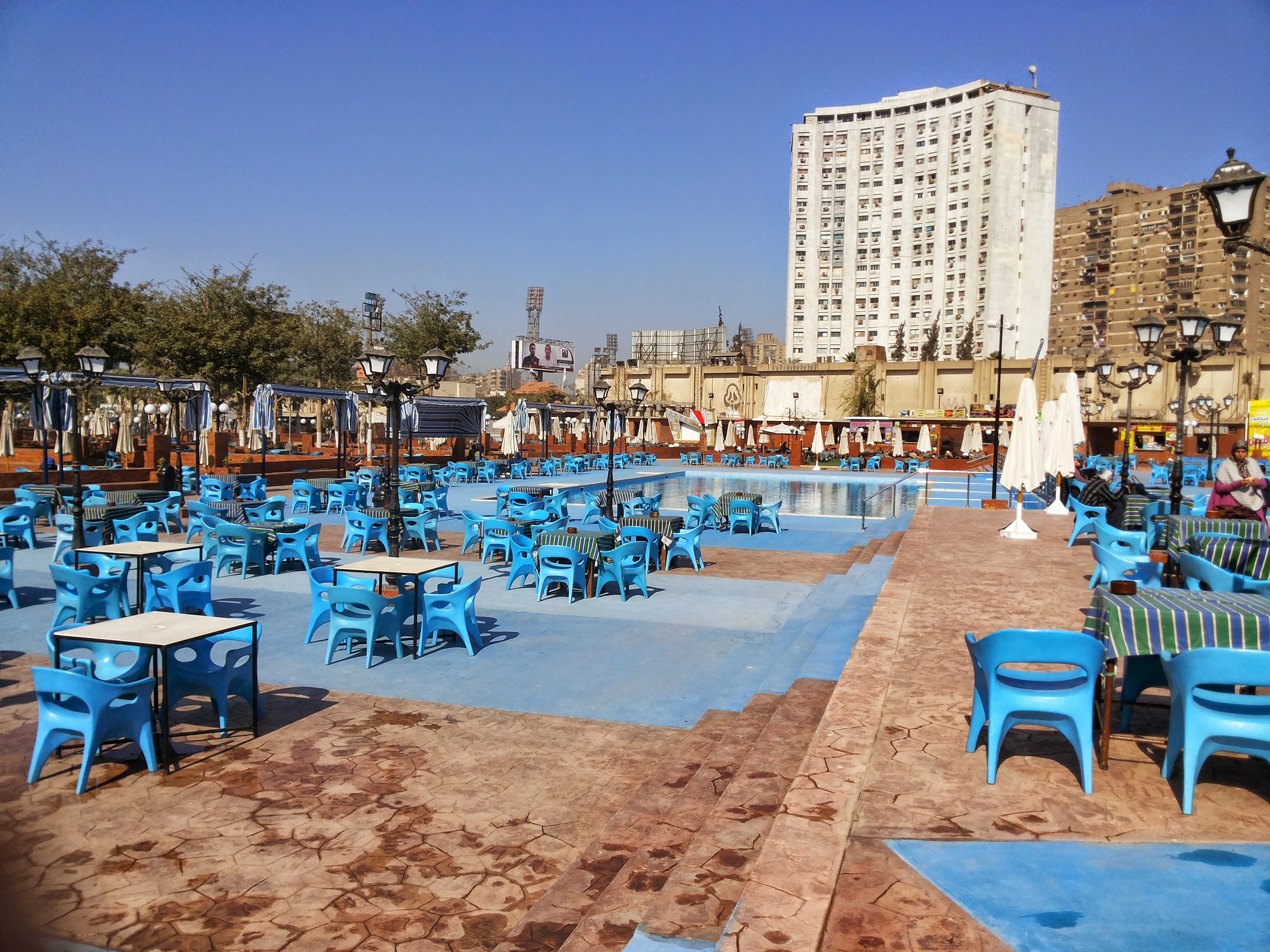
صورة من داخل مقر النادي.

يوجد مقر النادي الرئيسي بمنطقة جامعة الدول العربية بمحافظة الجيزة ويقابله نادي الترسانة، النادي يمتلك 18 حمام سباحة بينهم مجمع حمامات أوليمبى تقام عليه البطولات و7 حمامات سباحة مكان حديقة لطيف، وأخرى بجوار المبنى الاجتماعى كما يوجد عدد من الصالات الخاصة بألعاب جمباز والألعاب القتالية بالإضافة إلى مسجدين تم افتتاح الأول، ويحتوى الدور السفلي صالة ألعاب بدنية على مساحة 1200 متر بالإضافة إلى دور مخصص لتحفيظ القرآن خلاف ساحة المسجد الرئيسية بالإضافة إلى مسجد. كم تم تخصيص مقر كامل للفريق الكروي الأول بالنادي يحتوى على قاعة استشفاء للاعبين وجيم، وقاعة محاضرات، بالإضافة إلى غرف للاعبين الشباب المتواجدين بالنادي.

### فرع 6 أكتوبر
يسعى نادي الزمالك لافتتاح مقر جديد بمدينة السادس من أكتوبر قرب القرية الكونية وحي الأشجار.

### ملعب الزمالك

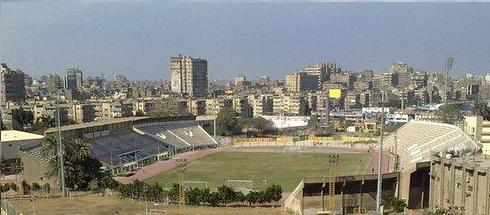
ملعب الزمالك قبل هدم المدرجات.

ملعب حلمي زامورا على اسم رئيس النادي الأسبق حلمي زامورا، هو ملعب متعدد الاستخدامات يقع في محافظة الجيزة في مصر، ويستخدم في الغالب في مباريات كرة القدم، وهو حالياً ملعب التمرين الخاص بنادي الزمالك، ويقع في مقر نادي الزمالك الحالي بميت عقبة. وقد كان ملعب العودة لنادي الزمالك حيث كان يستضيف مباريات العودة للنادي قبل أن يتم نقلها إلى ستاد القاهرة الدولي بسبب سعة ملعب الزمالك المحدودة والذي كان يتسع لحوالي من 20,000 متفرج إلى 40,000 متفرج قبل أن يتم وضع ضوابط سعة الملعب في هذا المكان ويتم هدم المدرجات.

### ستاد القاهرة الدولي

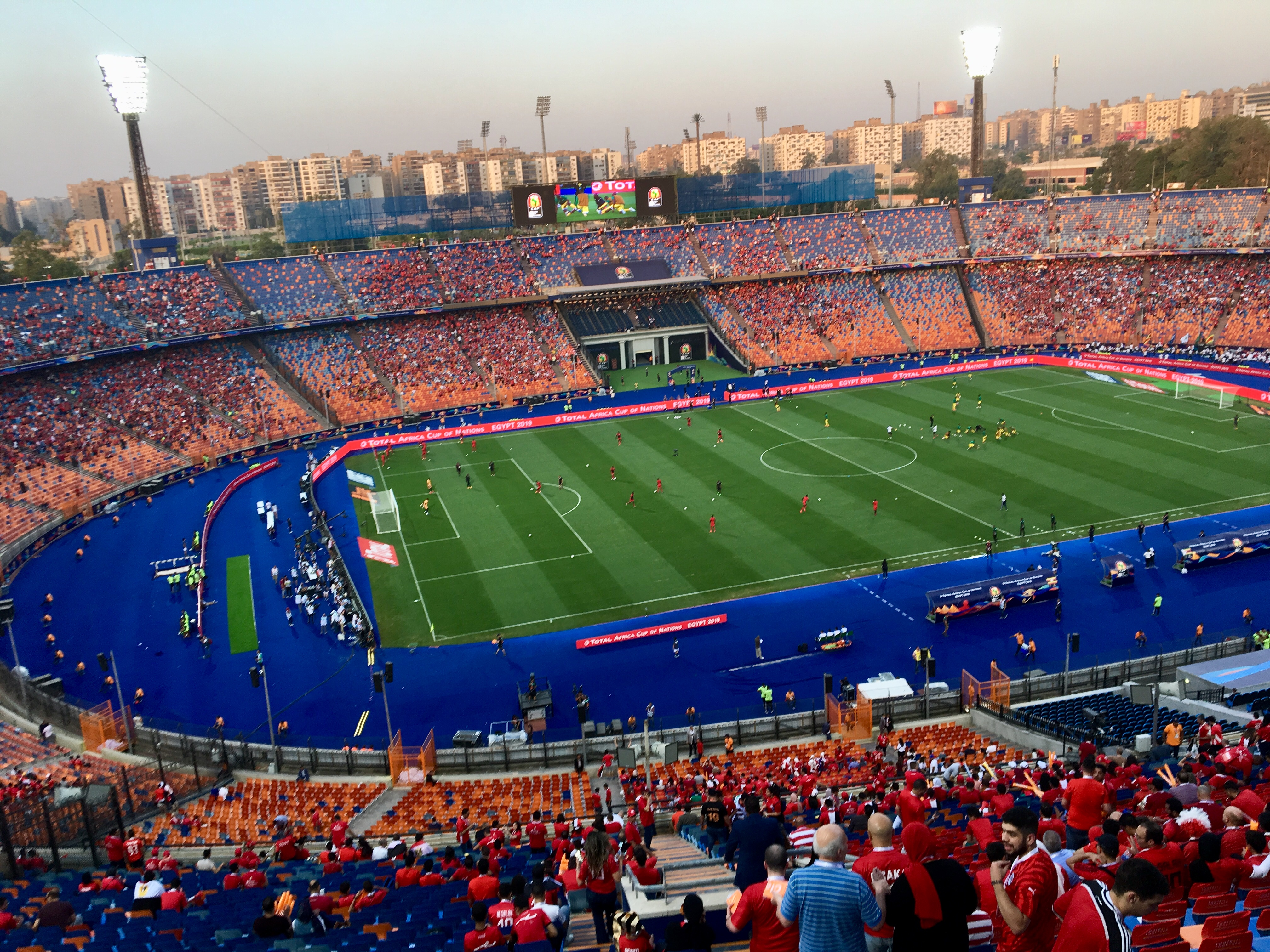
ستاد القاهرة الدولي.

ستاد القاهرة الدولي هو الاستاد الرسمي للمنتخب المصري لكرة القدم أسس عام 1958، في عهد الرئيس جمال عبد الناصر تحت اسم ستاد ناصر وجدد عام 2004 بمبلغ مائة وخمسون مليون جنيه. وقد شهد هذا الملعب كأس الأمم الإفريقية لعام 2006 والتي فازت بها مصر ويتسع إلى 75,000 متفرج. يعتبر ستاد القاهرة الدولي هو الأول من نوعه ذو المعايير الأوليمبية في منطقة الشرق الأوسط وإفريقيا ويقع في منطقة مدينة نصر شمال شرق القاهرة قام بتصميمه المهندس المعماري الألماني «فيرنر مارش»وهو نفس المهندس الذي قام بتصميم الاستاد الأولمبي في برلين الذي استضاف دورة الألعاب الأولمبية في سنة 1936، وقد اكتمل بناؤه عام 1960 وافتتحه الرئيس الراحل جمال عبد الناصر في احتفالات ثورة يوليو في نفس العام.

### ملعب بتروسبورت

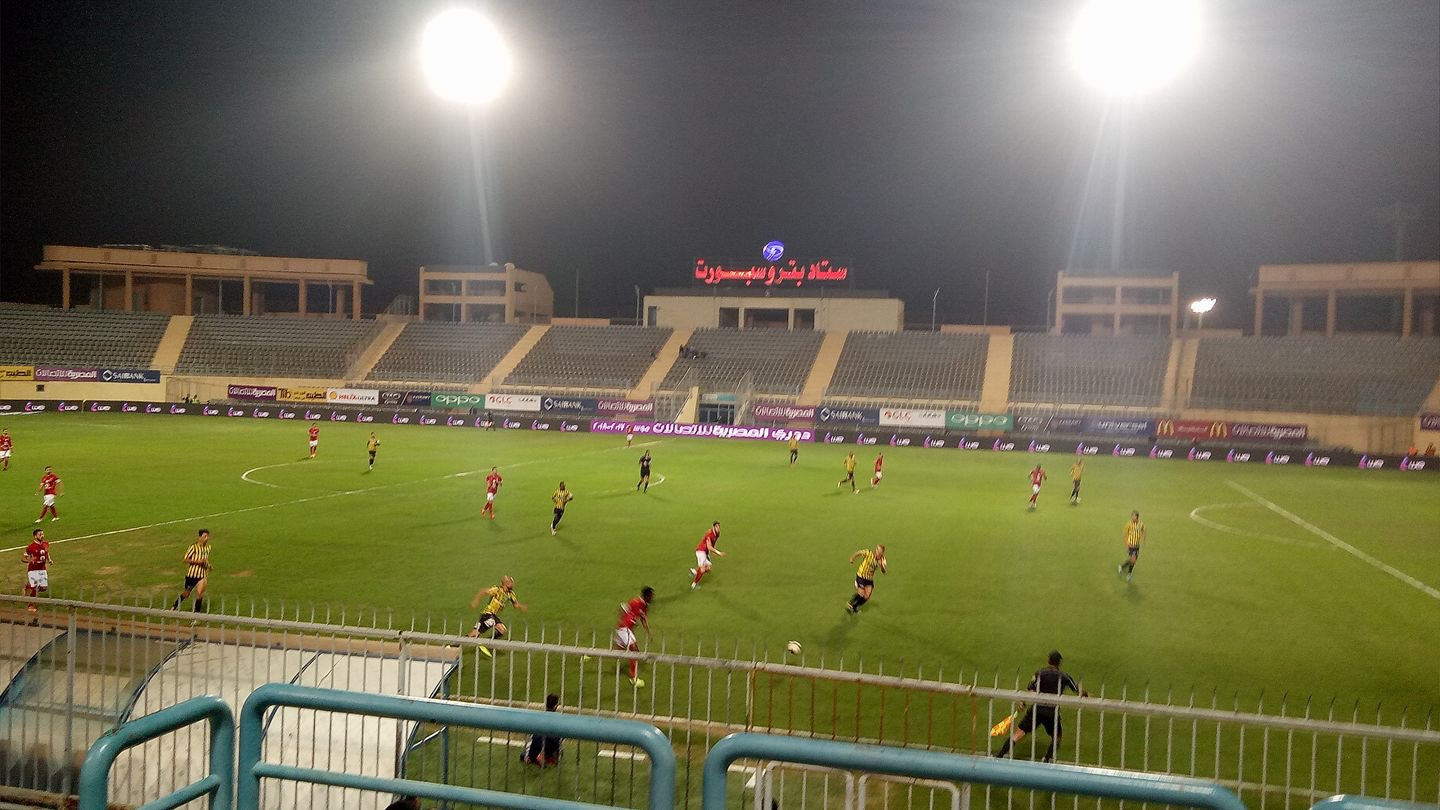
ملعب بتروسبورت

ملعب بتروسبورت هو ستاد متعدد الاستخدامات يقع في مدينة القاهرة الجديدة من شارع التسعين بالتجمع الخامس في مصر. وهو يستخدم في مباريات كرة القدم حيث يستضيف مباريات العودة لنادي إنبي وأندية البترول الأخرى في مصر والاهلي والزمالك وهو ملعب حديث حيث تم الأنتهاء من بنائه عام 2006 ويتسع الأستاد لأكثر من 25,0000 متفرج واستضاف الدورات الودية لمنتخب مصر لكرة القدم للشباب وهو الملعب الذي يلعب عليه منتخب مصر تحت 20 سنة لكرة القدم ومزود بشاشة نتائج إلكترونية وإضاءة ليلية بالإضافة إلى فندق 13 غرفة لإقامة المعسكرات الرياضية كما يوجد به مركز إعلامي على أحدث مستوى وقاعة لكبار الزوار. وقد استضاف الاستاد المباريات الرسمية لمنتخب ليبيا لكرة القدم في تصفيات كأس الأمم الإفريقية 2012 وقد صعد الفريق الليبي الي الملحق كاحسن ثاني في مجموعته. وقد أسس هذا الاستاد شركة بتروسبورت وهي الشركة الأولي من نوعها في مصر والشرق الأوسط في مجال الاستثمار الرياضي.

## المشجعون
جماهير نادي الزمالك هي مجموعة من محبي ومشجعي نادي الزمالك والذين يواظبون على حضور المباريات وتشجيع الفريق في محافظات مصر المختلفة والدول العربية والإفريقية والأجنبية، وظهرت في الآونة الأخيرة العديد من الروابط التي تختص بتشجيع نادي الزمالك ومنها: أولتراس وايت نايتس.

دخلة جماهير وايت نايتس خلال إحتفال نادي الزمالك بالمئوية.

وايت نايتس هي مجموعة مشجعين منتمية إلى نادى الزمالك المصري وتم تأسيسها في 17 مارس 2007، ومكانها هو الثالثة يمين الذي يطلق عليه (Curva Sud)، وهو أول مجموعة ألتراس في مصر يليها ألتراس أهلاوي، وكان للوايت نايتس دخلات كثيرة أهمها يوم احتفال نادي الزمالك بالمئوية في مباراة أتلتيكو مدريد، وهي أجمل دخلة في تاريخ الوايت نايتس ودخلة مباراة وادي دجلة أول دخلة في مصر بثلاث أوجه.

### الكوارث

#### كارثة ملعب الزمالك 1974

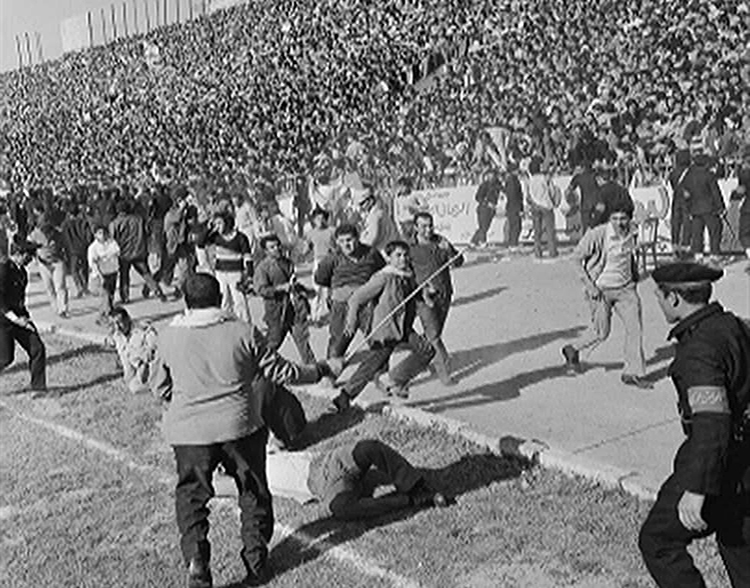
صورة تم ألتقاطها أثناء وقوع الحادثة سنة 1974.

كارثة ملعب الزمالك وقعت في 17 فبراير 1974 عندما تدافع المشجعون قبل مباراة ودية لكرة القدم في استاد الزمالك في القاهرة بين الزمالك المصري ودوكلا براغ من تشيكوسلوفاكيا. حيث تم الإبلاغ عن إجمالي عدد القتلى بشكل مختلف بـ 48، أو 49، أو 50؛ قتيل كما أصيب 50 آخرون خلال هذا الحدث.

#### كارثة ستاد الدفاع الجوي 2015

احدى لافتات رثاء ضحايا ستاد الدفاع الجوي

أحداث ستاد الدفاع الجوي 2015 هي تدافع وقع على بوابات استاد دار الدفاع الجوي بالقاهرة أسفر عن مقتل 20 شخصًا من مشجعي كرة القدم يوم 8 فبراير 2015 قبل مباراة الدوري بين نادي الزمالك ونادي إنبي.

## المنافسات

### ديربي القاهرة

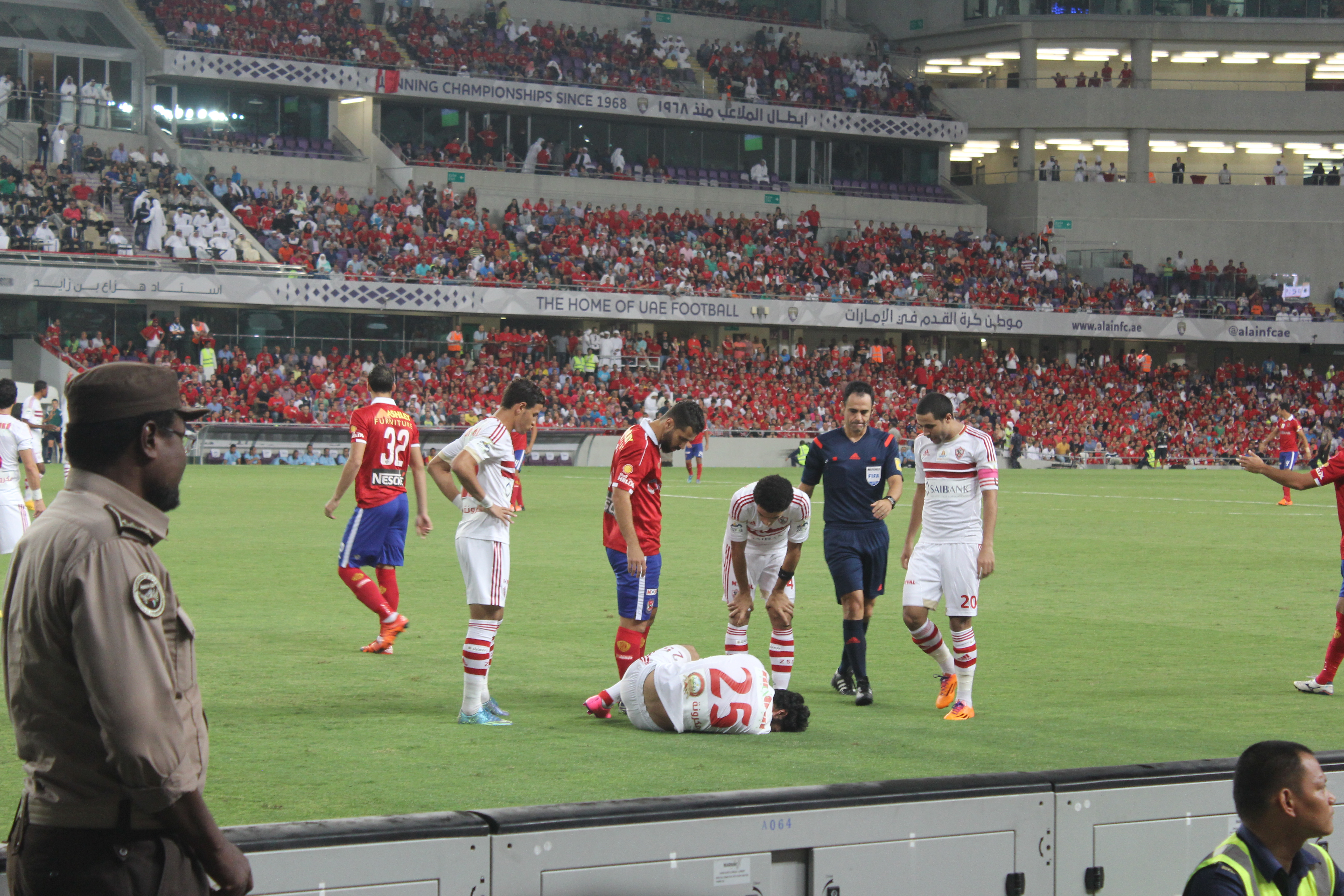
لقطة من مباراة كأس السوبر المصري 2015.

ديربي القاهرة أو مباراة القمة، هي مباراة ديربي في رياضة كرة قدم، بين قطبي الكرة المصرية نادي الزمالك ونادي الأهلي، وهي إحدى صور التنافس بين أكبر وأهم ناديين في العاصمة المصرية القاهرة. ويعتبر هذا الديربي من أقوي الديربيات ليس فقط علي المستوي الإفريقي أو العربي بل علي المستوي العالمي فهو يحتل علي مركز متقدم بين ديربيات عالمية وذلك حسب موقع فوتبول ديربيز المختص في مباريات الديربي حول العالم يقع ديربي القاهرة في المركز الثامن وسط ديربيات العالم بتصنيف بلغ 8,4 درجة. ويحوز ديربي القاهرة علي اهتمام ضخم اعلاميًا وجماهيريًا فالزمالك والأهلي هم أقدم وأقوي أندية الشرق الأوسط وهذه المباريات هي بمثابة بطولة بغض النظر عن مراكز الفريقين خاصة في بطولة الدوري وتكون مليئة بالحماس والاثارة، وتعد نتيجة فوز الزمالك بنتيجة 6-0 هي الأعلى بين مواجهات الفريقين، وتكررت مرتان، الأولى في مسابقة دوري منطقة القاهرة عام 1942 والثانية في نهائي كأس مصر 1944. بينما كانت أكبر هزائم الفريق الكروي هي 6-1 من النادي الأهلي في عام 2002 في الدوري المصري الممتاز. ويتفوق الأهلي على الزمالك في سجل الانتصارات في الديربي.
الجدول الآتي يوضح تاريخ المباريات بين الغريمين منذ بدايتها حتى أخر ديربي جمعهما في 27 سبتمبر 2024 في منافسات كأس السوبر الإفريقي والذي انتهت بفوز الزمالك ب 4 - 3 بركلات الترجيح بعد التعادل (1-1) .
آخر تحديث 27 سبتمبر 2024.
| المسابقات             | المواجهات | الفوز   | الفوز  | التعادل | الأهداف | الأهداف |
| المسابقات             | المواجهات | الزمالك | الأهلي | التعادل | الزمالك | الأهلي  |
| --------------------- | --------- | ------- | ------ | ------- | ------- | ------- |
| الدوري المصري الممتاز | 128       | 28      | 50     | 50      | 113     | 163     |
| كأس مصر               | 33        | 11      | 17     | 5       | 48      | 58      |
| كأس السوبر المصري     | 8         | 2       | 6      | 0       | 2       | 7       |
| دوري منطقة القاهرة    | 42        | 9       | 21     | 12      | 51      | 80      |
| كأس السلطان حسين      | 6         | 3       | 1      | 2       | 9       | 6       |
| دوري أبطال إفريقيا    | 9         | 0       | 6      | 3       | 8       | 15      |
| كأس السوبر الإفريقي   | 2         | 2       | 0      | 0       | 2       | 1       |
| جميع المنافسات        | 228       | 56      | 101    | 72      | 233     | 330     |
| المباريات الودية      | 23        | 8       | 11     | 4       | 30      | 32      |
| جميع المباريات        | 251       | 63      | 112    | 76      | 263     | 362     |

### ديربي ميت عقبة
ديربي ميت عقبة يطلق هذا الاسم على مباراة كرة القدم التي تجمع بين فريقي منطقة ميت عقبة بالجيزة، كانت المباراة من أهم مباريات الدوري المصري الممتاز خلال فترة الستينيات والسبعينات من القرن العشرين، إلا أنها فقدت قيمتها تدريجياً بعد ابتعاد فريق نادي الترسانة عن مستواه الجيد وهبوطه أكثر من مرة إلى القسم الثاني.
آخر تحديث 21 مايو 2013.
|                       | المواجهات | الفوز    | الفوز   | التعادل | الأهداف  | الأهداف |
| الزمالك               | المواجهات | الترسانة | الزمالك | التعادل | الترسانة |         |
| --------------------- | --------- | -------- | ------- | ------- | -------- | ------- |
| الدوري المصري الممتاز | 91        | 61       | 11      | 19      | 167      | 65      |
| كأس مصر               | 17        | 9        | 5       | 3       | 25       | 15      |
| كأس السلطان حسين      | 2         | 0        | 2       | 0       | 0        | 2       |
| كأس أكتوبر            | 2         | 1        | 1       | 0       | 2        | 2       |
| الإجمالي              | 112       | 71       | 19      | 22      | 194      | 84      |

## في الثقافة العامة
- سنة 2015 بعنوان يا زمالك يا هندسة لعب وفن وهندسة، من إنتاج أبو ظبي الرياضية، عرض الفيلم على جزئين، مدة الجزء الأول 41 دقيقة، والجزء الثاني 43 دقيقة، عرض تاريخ النادي منذ تأسيسه، واستعراض لرؤساء الزمالك منذ نشاءته، وأهم المدربين الذين تعاقبوا علي النادي، تسليط الضوء على نجوم النادي من مختلف الأجيال، والبطولات التي توج بها النادي محليًا وإفريقيًا.[174][175]
- فيلم وثائقي آخر تم إنتاجه سنة 2016 بعنوان الحكاية مبتنتهيش، مدة الفيلم 56 دقيقة، تناول الفيلم تاريخ النادي في البطولات الخمسة في دوري أبطال إفريقيا وحلم الحصول علي البطولة السادسة، من إنتاج قناة دي إم سي سبورت، يعرض الفيلم لقطات من مباريات الزمالك الإفريقية، ظهر في الوثائقي بعض نجوم الزمالك مثل خالد الغندور ومدحت عبد الهادي، الفيلم إعداد الإعلامي أحمد عفيفي.
- فيلم وثائقي آخر تم إنتاجه سنة 2017 بعنوان حلمي زامورا، من إنتاج شبكة قنوات سي بي سي، مدة الفيلم 20 دقيقة، يتناول الفيلم قصة محمد حسن حلمي أو حلمي زامورا، لاعب نادي الزمالك ومنتخب مصر لكرة القدم السابق والحكم الدولي السابق وإداري ورئيس نادي الزمالك. يعد أفضل رئيس لنادي الزمالك على مدى تاريخه وأحد من أهم الشخصيات المنتمية للنادي منذ تأسيسه في 1911.
- فيلم وثائقي آخر تم إنتاجه 2019 تم إنتاج فيلم وثائقي بعنوان نادى الزمالك نادي الوطنية والكرامة، من إنتاج نادي الزمالك، مدة الفيلم أربعة ساعات، عرض تاريخ النادي منذ تأسيسه، واستعراض لرؤساء الزمالك منذ نشاءته، وتسليط الضوء على نجوم النادي من مختلف الأجيال، والبطولات التي توج بها النادي محليًا وإفريقيًا عرض الفليم علي شبكة تليفزيون المحور.[176][177]
- فيلم وثائقي آخر تم إنتاجه سنة 2020 بعنوان أساطير الزمالك.. تاريخ طويل من النجوم الذين سكنوا الذاكرة، من إنتاج أبو ظبي الرياضية، مدة الفيلم 10 دقائق، تناول الفيلم تسليط الضوء على أبرز نجوم النادي من مختلف الأجيال.
- فيلم وثائقي آخر تم إنتاجه سنة 2020 بعنوان الزمالك - الطريق إلى السوبر الإفريقي 2020، من إنتاج بي إن سبورتس العربية، مدة الفيلم 29 دقيقة، الفيلم يوثق مشوار فوز الزمالك بكأس الكونفيدرالية الإفريقية 2019، بكل تفاصيله وأسراره وكل ما فيه من لحظات حزن وصولاً للفرحة في نهاية البطولة.[178]
- فيلم وثائقي آخر تم إنتاجه سنة 2020 بعنوان الزمالك الطريق إلى نصف النهائي 2020،من إنتاج بي إن سبورتس العربية، مدة الفيلم 27 دقيقة، وأشارت خلاله إلى فوز الزمالك ببطولة كأس السوبر الإفريقي على حساب الترجي الرياضي التونسي، والفوز ببطولة السوبر المحلي علي حساب الأهلي، ومشوار بطولة دوري أبطال إفريقيا.[179]

## الإعلام

### قناة نادي الزمالك
قناة نادي الزمالك، هي قناة تليفزيونية تابعة لنادي الزمالك تبث على النايل سات بجودة SD. بدأ البث بشكل تجريبي في 31 ديسمبر 2019، انطلقت القناة فعلياً في 22 يناير 2020، وتهتم بجميع أخبار النادي وتنتج تقارير وتنقل المباريات وشؤونه.

### مجلة نادي الزمالك
مجلة نادي الزمالك هي مجلة تابعة لنادي الزمالك، وتُصْدَر أسبوعيًا كل يوم خميس، تحتوي المجلة على أخبار ومراجعات عن النادي ومقابلات مع اللاعبين.

## الإنجازات
- الجدول التالي يستعرض بطولات النادي ويشمل الجدول البطولات الرسمية وغير الرسمية.[43][184][185][186][187]

| نوع البطولة | البطولة                      | عدد الألقاب | مواسم الفوز |
| ----------- | ---------------------------- | ----------- | --- |
| محلية       | الدوري المصري الممتاز        | 14          | 1959–60، 1963–64، 1964–65، 1977–78، 1983–84، 1987–88، 1991–92، 1992–93، 2000–01، 2002–03، 2003–04، 2014–15، 2020–21، 2021–22 |
| محلية       | كأس مصر                      | 29          | 1921–22، 1931–32، 1934–35، 1937–38، 1940–41، 1942–43، 1943–44، 1951–52، 1954–55، 1956–57، 1957–58، 1958–59، 1959–60، 1961–62، 1974–75، 1976–77، 1978–79، 1987–88، 1998–99، 2001–02، 2007–08، 2012–13، 2013–14، 2014–15، 2015–16، 2017–18، 2018–19، 2020–21، 2024–25 |
| محلية       | كأس السوبر المصري            | 4           | 2001، 2002، 2016، 2019 |
| محلية       | دوري منطقة القاهرة           | 14          | 1922–23، 1928–29، 1929–30، 1931–32، 1933–34، 1939–40، 1940–41، 1943–44، 1944–45، 1946–47، 1948–49، 1950–51، 1951–52، 1952–53 |
| محلية       | كأس السلطان حسين             | 2           | 1921، 1922 |
| محلية       | كأس أكتوبر                   | 1           | 1974 |
| محلية       | كأس الصداقة المصرية          | 1           | 1986 |
| محلية       | كأس الاتحاد المصري التنشيطية | 1           | 1995 |
| قاري        | دوري أبطال إفريقيا           | 5           | 1984، 1986، 1993، 1996، 2002 |
| قاري        | كأس الكونفيدرالية الإفريقية  | 2           | 2019، 2024 |
| قاري        | كأس الكؤوس الإفريقية         | 1           | 2000 |
| قاري        | كأس السوبر الإفريقي          | 5           | 1994، 1997، 2003، 2020، 2024 |
| عالمي       | الكأس الأفروآسيوية للأندية   | 2           | 1987، 1997 |
| عربي        | كأس العرب للأندية الأبطال    | 1           | 2003 |
| عربي        | كأس السوبر المصري السعودي    | 2           | 2003، 2018 |
| أخرى        | كأس بولانكي للتحدي           | 1           | 1913 |
| أخرى        | كأس دورة الأردن الدولية      | 2           | 1986، 1987 |
| أخرى        | كأس الاستقلال                | 2           | 1987، 1988 |
| أخرى        | كأس دورة الإسكندرية الصيفية  | 3           | 1982، 1984، 2004 |
| أخرى        | دوري منطقة الجيزة            | 1           | 1964 |
| أخرى        | كأس السداد                   | 1           | 1986 |
| أخرى        | كأس دورة المحبة              | 1           | 1999 |
| أخرى        | بطولة التليفزيون المصرى      | 4           | 1971، 1982، 1984، 1996 |
| أخرى        | دورة الصداقة الدولية         | 2           | 1970، 1988 |
| أخرى        | كأس الملك فؤاد               | 3           | 1925، 1934، 1941 |
| أخرى        | كأس دبي للتحدي               | 1           | 2024 |

- رقم القياسي

## إحصائيات ومعلومات
حقق نادي الزمالك عددًا من الإنجازات والأرقام المهمة في قارة إفريقيا ومصر، مما يؤكد عراقة النادي ويضمن له مكانة مرموقة بين الأندية، ومن أهم هذه الإنجازات:

### عالميًا
- حصل على الترتيب رقم واحد على مستوى العالم في التصنيف الشهري لاتحاد الدولي لتاريخ وإحصاءات كرة القدم عن شهر فبراير 2003 وكان أول نادي مصري ينال هذا الشرف.[203]
- صاحب الرقم القياسي في الفوز بالبطولة الأفروآسيوية للأندية بعد فوزه بها مرتان.[204]
- أول فريق يحقق سبعة بطولات بين موسمي 2002-03 و2003-04، وهي كالتالي: الدوري المصري الممتاز موسم 2002–03 وكأس مصر عام 2002 وكأس السوبر المصري عام 2002 ودوري أبطال إفريقيا عام 2002 وكأس السوبر الإفريقي عام 2003 وبطولتي دوري أبطال العرب (كأس العرب للأندية الأبطال حاليٌا) عام 2003 وكأس السوبر المصري السعودي عام 2003.[205][206]

### إفريقيًا
- يعتبر النادي الأكثر تتويجًا بالبطولات الإفريقية في القرن العشرين بعد حصولة علي دوري أبطال إفريقيا أربع مرات أعوام 1984 و1986 و1993 و1996 وحصولة علي بطولتين من كأس السوبر الإفريقي 1994 و1997.[207]
- أول فريق مصري يحصل علي كأس السوبر الإفريقي في عام 1994 بعد فوزه علي الأهلي بنتيجة 1-0 بهدف لأيمن منصور.[208]
- الفريق الوحيد الذي أحتفظ بكأسين لبطولتين في إفريقيا وهما كأس بطولة دوري أبطال إفريقيا المسماة كأس أحمد سيكو توري بعد فوزه بالكأس للمره الثالثة في تاريخه سنة 1993.[209] وكأس بطولة كأس السوبر الإفريقي بعد فوزه بالكأس للمره الثالثة في تاريخه سنة 2003.[210]

### مصريًا
- أول فريق مصري يحصل علي كأس السلطان حسين أول بطولة رسمية في مصر بعد فوزه علي شرودرز بنتيجة 3-1.[204]
- أول فريق مصري يحصل علي بطولة كأس مصر في عام 1922 بعد فوزه علي الاتحاد السكندري بنتيجة 5-0.[204]
- أول فريق يحصل علي أول بطولة دوري في مصر هي بطولة دوري منطقة القاهرة موسم 1922–23.[204]
- نال شرف لعب أول مباراة في تاريخ مسابقة الدوري المصري الممتاز موسم 1948–49، وفوز بالمباراة علي النادي المصري بخمسة أهداف مقابل هدف.[204]
- صاحب أكبر انتصار في تاريخ لقاءات القمة، وكانت أكبر نتيجة هي 6-0 لصالح الزمالك في مناسبتان عامي (1942، 1944).[211]
- صاحب 22 مباراة متتالية بلا هزيمة في كأس مصر وهو الرقم قياسي بعد أن كسر الزمالك الرقم السابق لنادي الأهلي عام 1986 «20 مباراة».[212]

### عربيًا
- أول فريق مصري يحصل علي كأس العرب للأندية الأبطال في عام 2003.[58]
- البطل التاريخي لكأس السوبر المصري السعودي.[213]

### الهدافون التاريخيون
يُعتبر اللاعب عبد الحليم علي هو الهداف التاريخي للنادي برصيد 134 هدف، بعد تجاوزه عدد الأهداف الرسمية للاعب حسن شحاتة الهداف التاريخي السابق لنادي الزمالك وصاحب 102 هدف أحرزها خلال مباريات رسمية. يُبين الجدول التالي أفضل عشرة هدافين للنادي الملكي على مر تاريخه، بالإضافة إلى عدد الأهداف والبطولات التي سُجلت بها وعدد المباريات التي خاضها كل منهم والفترة التي أمضوها بالنادي.

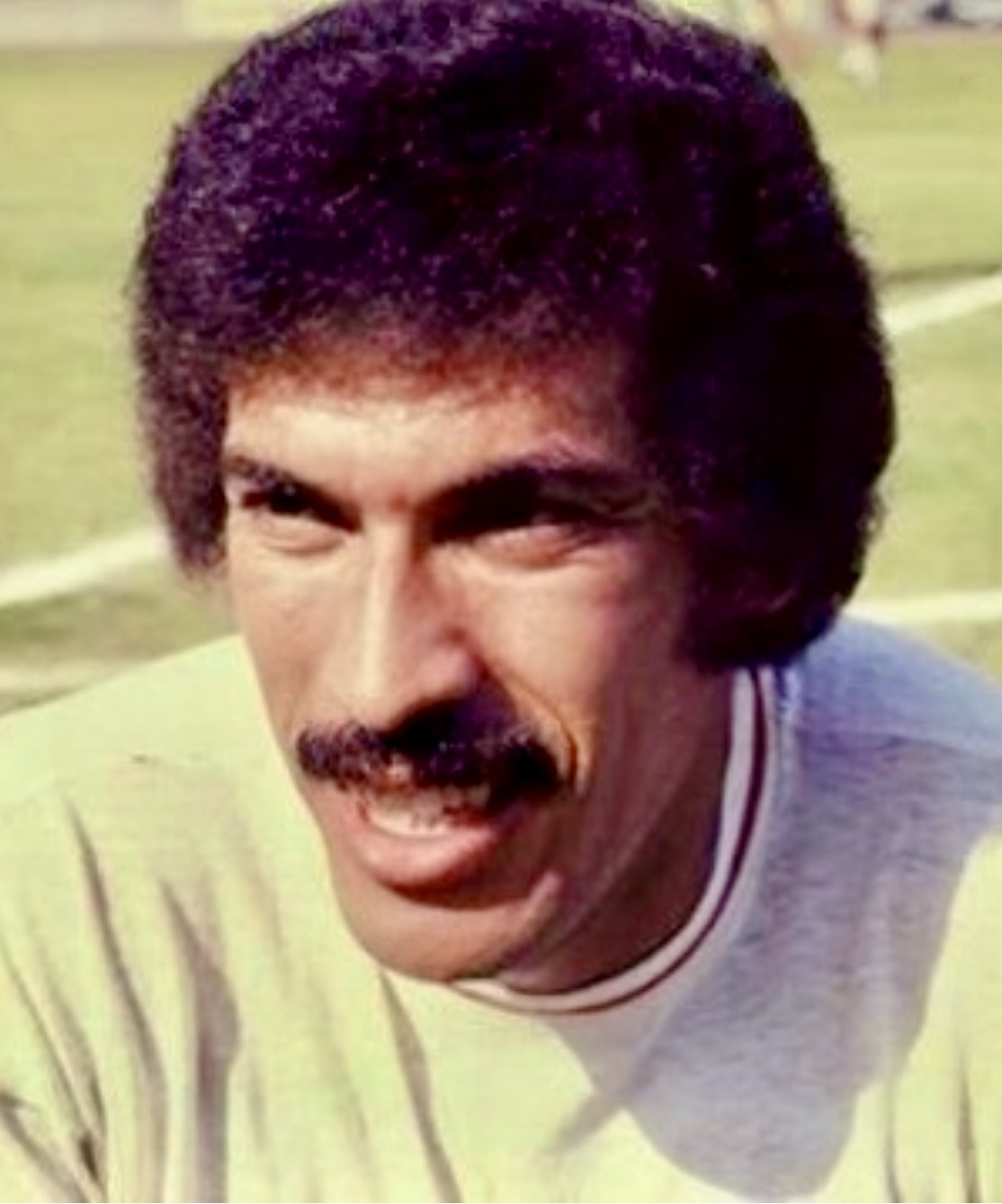
حسن شحاتة، ثاني الهدافين التاريخيين لنادي الزمالك

جمال عبد الحميد، ثالث الهدافين التاريخيين لنادي الزمالك

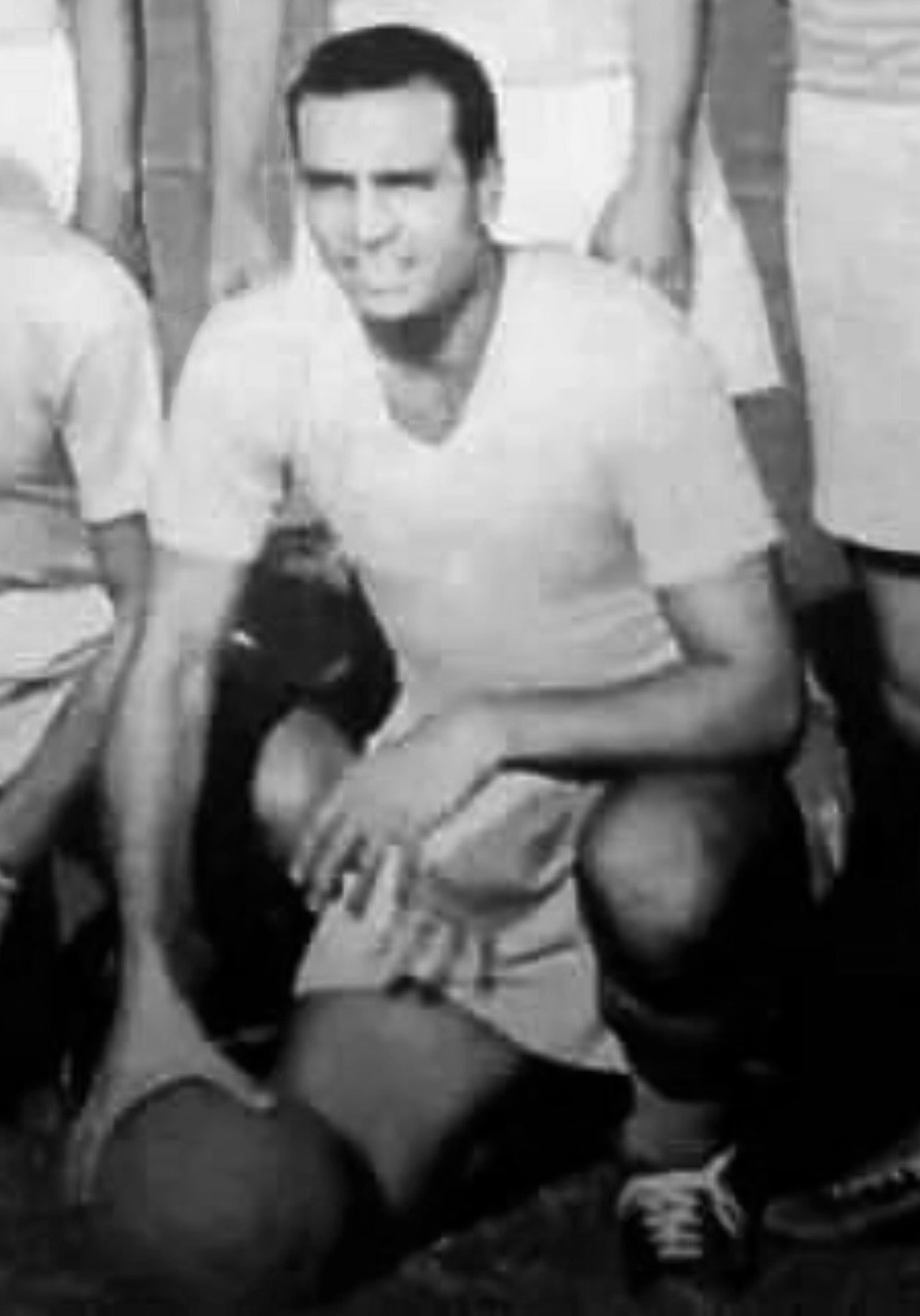
علاء الحامولي، خامس الهدافين التاريخيين لنادي الزمالك

| الترتيب | اللاعب            | الفترة                                  | الدوري المصري | كأس مصر | كأس أكتوبر | كأس الاتحاد | إفريقيًا | كأس الأفروآسيوية | كأس العرب | الأهداف   |
| ------- | ----------------- | --------------------------------------- | ------------- | ------- | ---------- | ----------- | ------- | ---------------- | --------- | --------- |
| 1       | عبد الحليم علي    | 1999–2009                               | 80 (210)      | 18 (27) | 0 (3)      | 0           | 23 (58) | 0                | 23 (13)   | 134 (330) |
| 2       | حسن شحاتة         | 1967–1969 1973–1983                     | 77            | 10      | 9          | 0           | 6       | 0                | 0         | 102       |
| 3       | جمال عبد الحميد   | 1984–1994                               | 73            | 7       | 0          | 0           | 16      | 1                | 0         | 97        |
| 4       | علي خليل          | 1970–1980                               | 78            | 12      | 1          | 0           | 3       | 0                | 0         | 94        |
| 5       | علاء الحامولي     | 1949–1962                               | 68            | 23      | 0          | 0           | 0       | 0                | 0         | 91        |
| 6       | أحمد مصطفى (زيزو) | 2019–الآن                               | 61 (164)      | 8 (16)  | 0          | 0           | 14 (17) | 0                | 1 (3)     | 86        |
| 7       | حمادة إمام        | 1957–1974                               | 74            | 10      | 0          | 0           | 0       | 0                | 0         | 84        |
| 8       | جمال حمزة         | 2000–2009                               | 46 (145)      | 10 (17) | 0          | 0           | 10 (33) | 0                | 8 (33)    | 74 (229)  |
| 9       | طارق يحيى         | 1981–1992                               | 51            | 6       | 0          | 4           | 10      | 0                | 0         | 71        |
| 10      | شيكابالا          | 2002–2005 2006–2014 2017-2016 2019–2025 | 50 (276)      | 10 (48) | 0          | 0           | 10 (69) | 0                | 0         | 70 (393)  |

 الأرقام الواردة بالجدول حتي تاريخ 7 أبريل 2025.

### أكثر اللاعبين تمثيلًا
الجدول التالي يستعرض أكثر عشرة لاعبين تمثيلًا لنادي الزمالك على مر تاريخه، عدد المباريات التي خاضوها موزعة حسب البطولات والفترة التي قضوها بالنادي، يبين الجدول أن نجم حراسة المرمي المصري الدولي عبد الواحد السيد أكثر لاعب لعب لنادي الزمالك بعدد مباريات 423 مباراة.

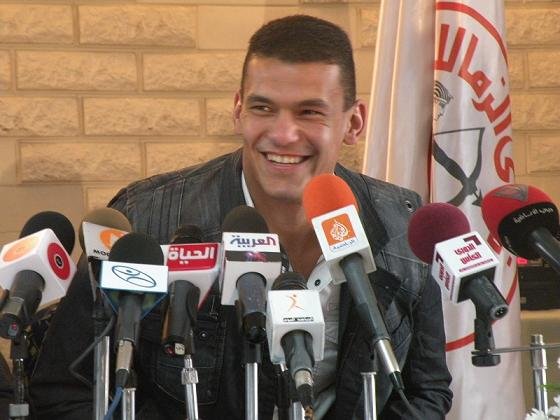
عبد الواحد السيد، أكثر اللاعبين تمثيلاً لنادي الزمالك.

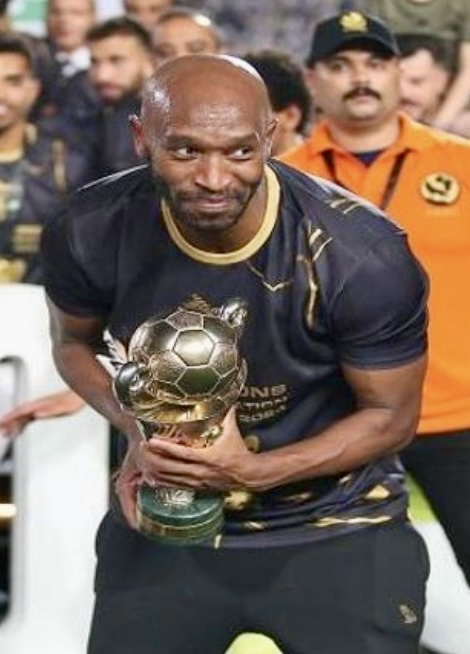
شيكابالا، ثاني أكثر اللاعبين تمثيلا لنادي الزمالك.

| الترتيب | اللاعب           | الفترة                                  | الدوري المصري | كأس مصر | كأس السوبر | إفريقيا | عربيا | المباريات |
| ------- | ---------------- | --------------------------------------- | ------------- | ------- | ---------- | ------- | ----- | --------- |
| 1       | عبد الواحد السيد | 1997–2014                               | 246           | 40      | 4          | 88      | 27    | 423       |
| 2       | شيكابالا         | 2002–2005 2006–2014 2017-2016 2019–2025 | 270           | 48      | 5          | 69      | 10    | 394       |
| 3       | طارق السيد       | 1995–2008                               | 207           | 23      | 2          | 56      | 35    | 323       |
| 4       | عبد الحليم علي   | 1999–2009                               | 210           | 27      | 3          | 58      | 32    | 330       |
| 5       | محمد أبو العلا   | 1999–2009                               | 144           | 27      | 3          | 51      | 23    | 248       |
| 6       | بشير التابعي     | 1997–2004 2007–2008                     | 146           | 21      | 2          | 42      | 22    | 233       |
| 7       | وائل القباني     | 1999-2004 2005–2007                     | 126           | 31      | 3          | 38      | 33    | 231       |
| 8       | جمال حمزة        | 2000–2009                               | 145           | 17      | 1          | 33      | 33    | 229       |
| 9       | حازم محمد إمام   | 2008-2016 2017–2022                     | 151           | 18      | 0          | 54      | 4     | 227       |
| 10      | محمود فتح الله   | 2007–2014                               | 145           | 12      | 0          | 47      | 0     | 204       |

 الأرقام الواردة بالجدول لغاية تاريخ 7 أبريل 2025.

### الجوائز الفردية
- جائزة أفضل لاعب إفريقي:  إيمانويل أمونيكي (1994)[220]
- جائزة أفضل لاعب عربي:  إبراهيم يوسف (1984)
- الحذاء الذهبي لأفضل هداف في البطولات العربية:  علي محسن المريسي (1961)
- جائزة أفضل لاعب شاب في إفريقيا:  أحمد حسام ميدو (2002)[221]

علي خليل، حصل علي لقب هداف الدوري مرتين

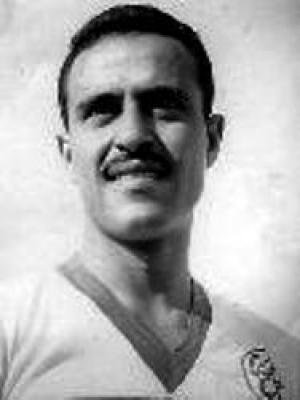
اليمني علي محسن المريسي

### هدافو الدوري
| الموسم  | الهداف            | عدد الأهداف | مراجع           |
| ------- | ----------------- | ----------- | --------------- |
| 1960–61 | علي محسن          | 15          | [ 222 ] [ 223 ] |
| 1976–77 | علي خليل          | 17          | [ 224 ] [ 225 ] |
| 1976–77 | حسن شحاتة         | 17          | [ 224 ] [ 225 ] |
| 1978–79 | علي خليل          | 12          | [ 226 ] [ 227 ] |
| 1979–80 | حسن شحاتة         | 14          | [ 224 ] [ 228 ] |
| 1987–88 | جمال عبد الحميد   | 10          | [ 229 ]         |
| 1997–98 | عبد الحميد بسيوني | 15          | [ 230 ]         |
| 2000–01 | طارق السعيد       | 13          | [ 231 ]         |
| 2001–02 | حسام حسن          | 18          | [ 232 ] [ 233 ] |
| 2003–04 | عبد الحليم علي    | 20          | [ 234 ]         |
| 2010–11 | شيكابالا          | 13          | [ 235 ]         |
| 2021–22 | أحمد مصطفي (زيزو) | 19          | [ 236 ]         |

### هدافو إفريقيا
| الموسم | البطولة                          | الهداف          | عدد الأهداف | مراجع   |
| ------ | -------------------------------- | --------------- | ----------- | ------- |
| 1986   | كأس إفريقيا للأندية أبطال الدوري | جمال عبد الحميد | 7           |         |
| 1993   | كأس إفريقيا للأندية أبطال الدوري | أيمن منصور      | 5           | [ 237 ] |

### الأكثر حصداً للبطولات
يُعد اللاعب شيكابالا هو اللاعب الأكثر تتويجاً بالبطولات في تاريخ نادي الزمالك برصيد 18 لقباً. يليه اللاعب عبد الواحد السيد برصيد 17 لقباً يليه اللاعب خالد الغندور برصيد 16 لقباً. ومن الجيل القديم (قبل إنشاء بطولة الدوري الممتاز) يُعد اللاعب حنفي بسطان هو اللاعب الأكثر تتويجاً بالبطولات برصيد 17 لقباً.

## مواسم نادي الزمالك
- هذا الجدول يوضح أداء فريق الزمالك لكرة القدم خلال المواسم الاخير:

| الموسم  | الدوري                | المركز    | كأس مصر     | كأس السوبر المصري | دوري أبطال إفريقيا | الكأس الإفريقية | كأس السوبر الإفريقي |
| ------- | --------------------- | --------- | ----------- | ----------------- | ------------------ | --------------- | ------------------- |
| 2000–01 | الدوري المصري الممتاز | البطل     | ربع النهائي | البطل             | –                  | البطل           | الوصيف              |
| 2001–02 | الدوري المصري الممتاز | الثالث    | البطل       | البطل             | البطل              | –               | –                   |
| 2002–03 | الدوري المصري الممتاز | البطل     | ربع النهائي | الوصيف            | الدور الثاني - 16  | –               | البطل               |
| 2003–04 | الدوري المصري الممتاز | البطل     | دور الـ16   | الوصيف            | الدور الاول - 32   | –               | –                   |
| 2004–05 | الدوري المصري الممتاز | السادس    | ربع النهائي | –                 | نصف النهائي        | –               | –                   |
| 2005–06 | الدوري المصري الممتاز | الوصيف    | الوصيف      | –                 | –                  | –               | –                   |
| 2006–07 | الدوري المصري الممتاز | الوصيف    | الوصيف      | –                 | الدور الاول - 32   | –               | –                   |
| 2007–08 | الدوري المصري الممتاز | الثالث    | البطل       | الوصيف            | مرحلة المجموعات    | –               | –                   |
| 2008–09 | الدوري المصري الممتاز | السادس    | دور الـ32   | –                 | –                  | –               | –                   |
| 2009–10 | الدوري المصري الممتاز | الوصيف    | دور الـ16   | –                 | دور الـ32          | –               | –                   |
| 2010–11 | الدوري المصري الممتاز | الوصيف    | الوصيف      | –                 | دور الـ32          | –               | –                   |
| 2011–12 | الدوري المصري الممتاز | لم يستكمل | لم تقم      | –                 | مرحلة المجموعات    | –               | –                   |
| 2012–13 | الدوري المصري الممتاز | لم يستكمل | البطل       | –                 | مرحلة المجموعات    | –               | –                   |
| 2013–14 | الدوري المصري الممتاز | الثالث    | البطل       | الوصيف            | مرحلة المجموعات    | –               | –                   |
| 2014–15 | الدوري المصري الممتاز | البطل     | البطل       | الوصيف            | –                  | نصف النهائي     | –                   |
| 2015–16 | الدوري المصري الممتاز | الوصيف    | البطل       | البطل             | الوصيف             | –               | –                   |
| 2016–17 | الدوري المصري الممتاز | الثالث    | نصف النهائي | –                 | مرحلة المجموعات    | –               | –                   |
| 2017–18 | الدوري المصري الممتاز | الرابع    | البطل       | الوصيف            | –                  | دور الـ32       | –                   |
| 2018–19 | الدوري المصري الممتاز | الوصيف    | البطل       | الوصيف            | –                  | البطل           | –                   |
| 2019–20 | الدوري المصري الممتاز | الوصيف    | نصف النهائي | البطل             | الوصيف             | –               | البطل               |
| 2020–21 | الدوري المصري الممتاز | البطل     | البطل       | –                 | دور المجموعات      | –               | –                   |
| 2021–22 | الدوري المصري الممتاز | البطل     | –           | –                 | –                  | –               | –                   |

## اللاعبين

### تشكيلة الفريق
اعتباراً من 8 أغسطس 2025.
ملاحظة: تشير الأعلام إلى المنتخب بحسب قواعد الأهلية المعتمدة من قبل الفيفا؛ تنطبق بعض الاستثناءات المحدودة. وقد يحمل اللاعبون أكثر من جنسية لا تعترف بها الفيفا.
| الرقم | البلد       | المركز | اللاعب          |
| ----- | ----------- | ------ | --------------- |
| 1     | مصر         | حارس   | محمد عواد       |
| 2     | مصر         | وسط    | أحمد حسام       |
| 3     | المغرب      | مدافع  | محمود بنتايك    |
| 4     | مصر         | مدافع  | عمر جابر        |
| 5     | مصر         | مدافع  | حسام عبد المجيد |
| 6     | مصر         | مدافع  | محمود جهاد      |
| 7     | مصر         | وسط    | سيف جعفر        |
| 8     | مصر         | وسط    | دونجا           |
| 9     | مصر         | مهاجم  | ناصر منسي       |
| 11    | مصر         | وسط    | إيشو            |
| 12    | مصر         | وسط    | أحمد ربيع       |
| 13    | مصر         | مدافع  | أحمد فتوح       |
| 14    | مصر         | وسط    | أحمد حمدي       |
| 15    | المغرب      | مدافع  | صلاح مصدق       |
| 16    | مصر         | حارس   | محمد صبحي       |
| 17    | مصر         | وسط    | محمد شحاتة      |
| 18    | دولة فلسطين | وسط    | آدم كايد        |

| الرقم | البلد       | المركز | اللاعب            |
| ----- | ----------- | ------ | ----------------- |
| 19    | مصر         | وسط    | عبد الله السعيد   |
| 22    | مصر         | مهاجم  | ناصر ماهر         |
| 24    | مصر         | مدافع  | محمد إسماعيل      |
| 28    | مصر         | مدافع  | محمود الونش       |
| 30    | تونس        | مهاجم  | سيف الدين الجزيري |
| 31    | مصر         | مهاجم  | أحمد شريف         |
| 33    | البرازيل    | مهاجم  | خوان ألفينا       |
| 37    | مصر         | حارس   | مهدي سليمان       |
| 39    | مصر         | مدافع  | محمد السيد        |
| 46    | مصر         | حارس   | محمود أشرف        |
| 77    | المغرب      | مهاجم  | عبد الحميد معالي  |
| 81    | أنغولا      | مهاجم  | شيكو بانزا        |
| 90    | مصر         | مهاجم  | عمرو ناصر         |
| 98    | دولة فلسطين | مهاجم  | عدي الدباغ        |

لاعبو اخرون
اللاعبون الشباب

ملاحظة: تشير الأعلام إلى المنتخب بحسب قواعد الأهلية المعتمدة من قبل الفيفا؛ تنطبق بعض الاستثناءات المحدودة. وقد يحمل اللاعبون أكثر من جنسية لا تعترف بها الفيفا.
| الرقم | البلد | المركز | اللاعب          |
| ----- | ----- | ------ | --------------- |
| 38    | مصر   | حارس   | عمر عبد العزيز  |
|       | مصر   | حارس   | محمد عبد الفتاح |
|       | مصر   | مدافع  | أحمد مجدي       |
|       | مصر   | حارس   | محمد عبد الفتاح |

| الرقم | البلد       | المركز | اللاعب        |
| ----- | ----------- | ------ | ------------- |
|       | مصر         | وسط    | يوسف أحمد حسن |
|       | مصر         | وسط    | عبد الله محمد |
|       | مصر         | وسط    | عمار ياسر     |
|       | دولة فلسطين | مهاجم  | عمر فرج       |

### اللاعبون المُعارون
تنتهي إعارة جميع اللاعبين في 30 يونيو 2026.
ملاحظة: تشير الأعلام إلى المنتخب بحسب قواعد الأهلية المعتمدة من قبل الفيفا؛ تنطبق بعض الاستثناءات المحدودة. وقد يحمل اللاعبون أكثر من جنسية لا تعترف بها الفيفا.
| الرقم | البلد | المركز | اللاعب                                |
| ----- | ----- | ------ | ------------------------------------- |
| —     | مصر   | مدافع  | محمد عاطف (إلى نادي الاتحاد السكندري) |
| —     | مصر   | مهاجم  | حسام أشرف (إلى سموحة)                 |

| الرقم | البلد | المركز | اللاعب                                  |
| ----- | ----- | ------ | --------------------------------------- |
| —     | مصر   | مدافع  | أحمد محمود أحمد (إلى الاتحاد السكندري)  |
| —     | تونس  | مهاجم  | أحمد الجفالي (إلى نادي أبها)            |
| —     | مصر   | مدافع  | مصطفى الزناري (إلى البنك الأهلي المصري) |

### أبرز نجوم النادي
القائمة تحتوي على نجوم النادي علي مدار تاريخه.
| - حلمي زامورا - عبد الرحمن فوزي - حمادة إمام - حسن شحاتة - محمود أبو رجيلة - طه بصري - فاروق جعفر - جمال عبد الحميد - إيمانويل أمونيكي - أيمن منصور - حازم إمام - عبد الحليم علي - أيمن حفني - طارق حامد - محمود حافظ (زقلط) | - حنفي بسطان - عصام بهيج - سمير قطب - شريف الفار - حماده عبد اللطيف - خالد الغندور - محمد صبري - شيكابالا - يحيى إمام - حسن الفار - أيمن منصور - يكن حسين - إبراهيم يوسف - طارق يحيى - علي خليل - مصطفي طه - علي رياض | - إسماعيل رأفت - عبده نصحي - عبد الواحد السيد - عمرو زكي - أشرف قاسم - حسام حسن - مصطفى نجم - إيمانويل كوارشي - أيمن يونس - أحمد الكاس - عبد الحميد بسيوني - أحمد رمزي - أحمد حسام ميدو - محمد صلاح (الزمالك) - محمد لطيف | - علي الحسني - نبيل نصير - علي الكف - إبراهيم حسن - جمال حمزة - هيثم فاروق - حسين حجازي - جونيور أغوغو - علي محسن المريسي - عمر النور - عبد الكريم صقر - علاء الحامولي - عادل المأمور - أحمد سالم - أحمد حليم - توفيق عبد الله - علي شافي |

## أبرز المدربين
القائمة تحتوي على المدربين الذين أحرزوا مع الفريق بطولة أو أكثر.
| المدرب              | الفترة                 | البطولات      | البطولات | البطولات   | البطولات     | البطولات     | البطولات          | البطولات   | البطولات   | البطولات         | البطولات  | البطولات                  | البطولات |
| المدرب              | الفترة                 | محليًا         | محليًا    | محليًا      | محليًا        | إفريقيًا      | إفريقيًا           | إفريقيًا    | إفريقيًا    | دوليًا            | عربيًا     | عربيًا                     | المجموع  |
| المدرب              | الفترة                 | الدوري المصري | كأس مصر  | كأس السوبر | دوري القاهرة | دوري الأبطال | كأس الكونفيدرالية | كأس السوبر | كأس الكؤوس | كأس الأفروآسيوية | كأس العرب | كأس السوبر المصري السعودي | المجموع  |
| ------------------- | ---------------------- | ------------- | -------- | ---------- | ------------ | ------------ | ----------------- | ---------- | ---------- | ---------------- | --------- | ------------------------- | -------- |
| توفيق عبد الله      | 1936–1945              |               | 2        |            | 5            |              |                   |            |            |                  |           |                           | 7        |
| عبد الرحمن فوزي     | 1947–56                |               | 2        |            | 5            |              |                   |            |            |                  |           |                           | 7        |
| إيفان ستيفوفيتش     | 1959–60                | 1             |          |            |              |              |                   |            |            |                  |           |                           | 1        |
| جوزيف فاندلر        | 1963–65                | 2             |          |            |              |              |                   |            |            |                  |           |                           | 2        |
| زكي عثمان           | 1976–78                | 1             |          |            |              |              |                   |            |            |                  |           |                           | 1        |
| محمود أبو رجيلة     | 1983–85، 1999          | 1             |          |            |              | 1            |                   |            |            |                  |           |                           | 2        |
| باركر               | 1986–87                |               |          |            |              | 1            |                   |            |            |                  |           |                           | 1        |
| عصام بهيج           | 1987–88                |               | 1        |            |              |              |                   |            |            | 1                |           |                           | 2        |
| دايف مكاي           | 1991–93                | 2             |          |            |              |              |                   |            |            |                  |           |                           | 2        |
| محمود الجوهري       | 1993–94                |               |          |            |              | 1            | 1                 |            |            |                  |           |                           | 2        |
| فيرنر               | 1996–1997              |               |          |            |              | 1            | 1                 |            |            |                  |           |                           | 2        |
| رود كرول            | 1997–1998، 2007 – 2008 |               | 1        |            |              |              |                   |            |            | 1                |           |                           | 2        |
| أوتو بفيستر         | 2000–2002              | 1             | 1        |            |              |              |                   |            |            |                  |           | 1                         | 3        |
| كارلوس كابرال       | 2002–2003              | 1             |          | 1          |              |              | 1                 |            |            | 1                |           |                           | 4        |
| نيلو فينغادا        | 2004 – 2003            | 1             |          |            |              |              |                   |            | 1          |                  | 1         | 1                         | 4        |
| حلمي طولان          | 2014-2013              |               | 1        |            |              |              |                   |            |            |                  |           |                           | 1        |
| أحمد حسام ميدو      | 2014                   |               | 1        |            |              |              |                   |            |            |                  |           |                           | 1        |
| جوسفالدو فيريرا     | 2015                   | 1             | 1        |            |              |              |                   |            |            |                  |           |                           | 2        |
| مؤمن سليمان         | 2016                   |               | 1        |            |              |              |                   |            |            |                  |           |                           | 1        |
| محمد حلمي           | 2016-2017              |               |          | 1          |              |              |                   |            |            |                  |           |                           | 1        |
| خالد جلال           | 2018                   |               | 1        |            |              |              |                   |            |            |                  |           |                           | 1        |
| كريستيان غروس       | 2018-2019              |               |          |            |              |              | 1                 |            |            |                  |           | 1                         | 2        |
| ميلوتان سريديوفيتش  | 2019                   |               | 1        |            |              |              |                   |            |            |                  |           |                           | 1        |
| باتريس كارتيرون     | 2019-2020              |               |          | 1          |              |              |                   | 1          |            |                  |           |                           | 2        |
| طارق يحيى           | 2020                   |               |          |            |              |              |                   |            |            |                  |           |                           |          |
| جايمي باتشيكو       | 2020-2021              | 1             |          |            |              |              |                   |            |            |                  |           |                           | 1        |
| باتريس كارتيرون     | 2021-2022              |               |          |            |              |              |                   |            |            |                  |           |                           |          |
| أسامة نبيه          | 2022                   |               |          |            |              |              |                   |            |            |                  |           |                           |          |
| جوسفالدو فيريرا     | 2022-2023              | 1             | 1        |            |              |              |                   |            |            |                  |           |                           | 2        |
| أسامة نبيه          | 2023                   |               |          |            |              |              |                   |            |            |                  |           |                           |          |
| جوسفالدو فيريرا     | 2023                   |               |          |            |              |              |                   |            |            |                  |           |                           |          |
| أحمد عبد المقصود    | 2023                   |               |          |            |              |              |                   |            |            |                  |           |                           |          |
| خوان كارلوس أوسوريو | 2023                   |               |          |            |              |              |                   |            |            |                  |           |                           |          |
| معتمد جمال          | 2023-                  |               |          |            |              |              |                   |            |            |                  |           |                           |          |

## رؤساء النادي

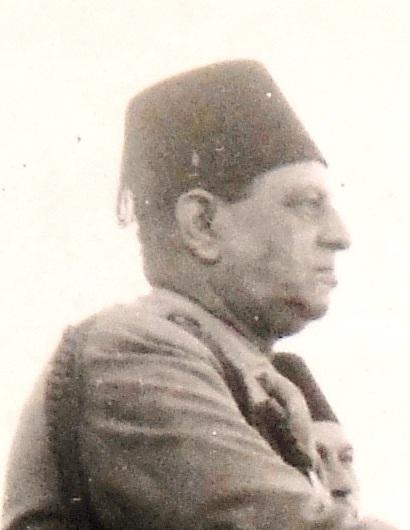
محمد حيدر باشا وزير الحربية، رئيس الزمالك من عام 1923 حتي 1952، الرئيس الأطول خدمة في تاريخ النادي.

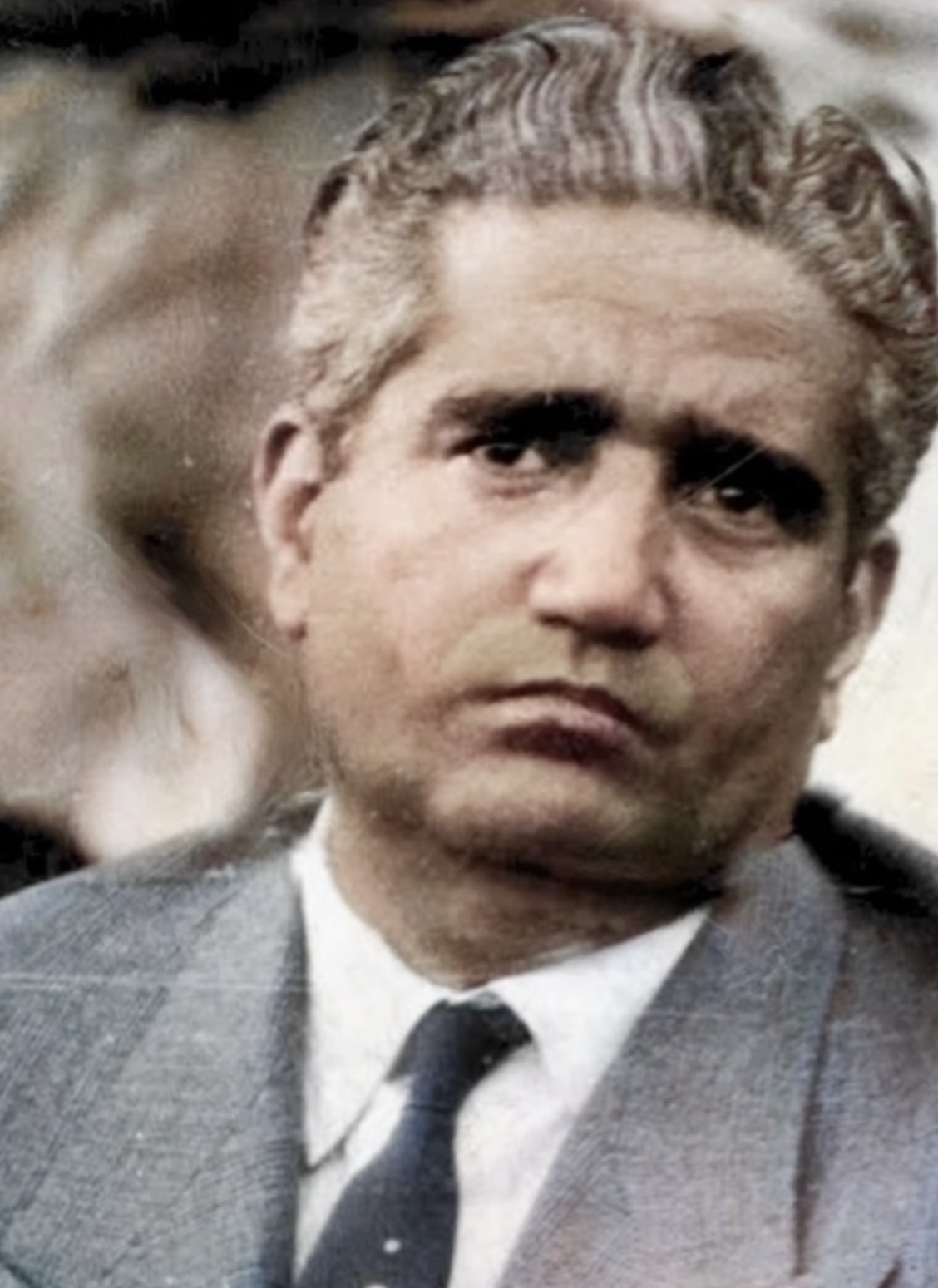
حلمي زامورا، رئيس الزمالك من 1967 حتي 1984، أول لاعب كرة قدم مصري يصبح رئيس نادي.

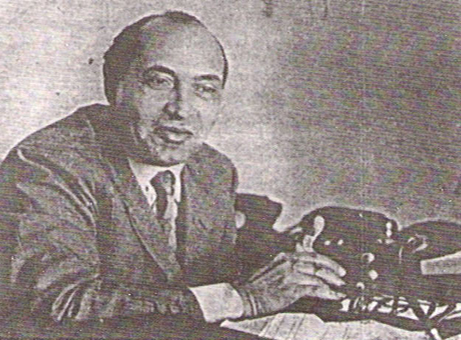
عبد اللطيف أبو رجيلة، رئيس الزمالك من عام 1956 حتى 1961.

آخر تحديث 6 نوفمبر، 2023.
| الرئيس               | من   | إلى  |
| -------------------- | ---- | ---- |
| جورج مرزباخ          | 1911 | 1915 |
| بيانخى               | 1915 | 1917 |
| محمد بدر             | 1917 | 1919 |
| محمد حيدر باشا       | 1923 | 1952 |
| محمود شوقي           | 1952 | 1955 |
| عبد الحميد الشواربي  | 1955 | 1955 |
| محمود شوقي           | 1955 | 1956 |
| عبد اللطيف أبو رجيلة | 1956 | 1961 |
| علوي الجزار          | 1961 | 1962 |
| حسن عامر             | 1962 | 1967 |
| حلمي زامورا          | 1967 | 1971 |
| توفيق الخشن          | 1971 | 1972 |
| حلمي زامورا          | 1974 | 1984 |
| حسن عامر             | 1984 | 1988 |
| حسن أبو الفتوح       | 1988 | 1990 |
| نور الدالي           | 1990 | 1992 |
| جلال إبراهيم         | 1992 | 1996 |
| كمال درويش           | 1996 | 2005 |
| مرتضى منصور          | 2005 | 2005 |
| مرسي عطا الله        | 2005 | 2006 |
| مرتضى منصور          | 2006 | 2006 |
| ممدوح عباس           | 2006 | 2008 |
| محمد عامرمؤقت        | 2008 | 2009 |
| ممدوح عباس           | 2009 | 2010 |
| جلال إبراهيم         | 2010 | 2011 |
| ممدوح عباس           | 2011 | 2013 |
| كمال درويش           | 2013 | 2014 |
| مرتضى منصور          | 2014 | 2020 |
| أحمد بكريمؤقت        | 2020 | 2020 |
| عماد عبد العزيزمؤقت  | 2020 | 2021 |
| حسين لبيبمؤقت        | 2021 | 2021 |
| مرتضى منصور          | 2021 | 2023 |
| حسين لبيب            | 2023 | الآن |

## الطاقم

### الطاقم الفني الحالي
| المهنة                        | الاسم                                     |
| طاقم التدريب                  | طاقم التدريب                              |
| ----------------------------- | ----------------------------------------- |
| المدير الفني                  | يانيك فيريرا                              |
| المدرب العام                  | بيير بارلي                                |
| مدرب مساعد                    | حازم محمد إمام                            |
| محلل الأداء                   | جوليان لوجوكس                             |
| مدرب حراس المرمى              | چوجوسلاڤ لازيتش                           |
| مدرب اللياقة البدنية والأحمال | راؤول لوبيز                               |
| مخطط أحمال                    | ماريو تومليانوفيتش                        |
| إدارة قطاع كرة القدم          |                                           |
| المدير الرياضي                | چون إدوارد                                |
| مدير الكرة                    | عبد الناصر محمد                           |
| مدير التعاقدات                | عبد الرحمن إسماعيل                        |
| مدير إداري                    | محمد حسن تيتو                             |
| مدير شؤون اللاعبين            | حسن جمعة                                  |
| إداريين                       | منتصر السيد عبد الله حسين محمد عبد الرحيم |

### الطاقم الطبي
| المهنة                      | الاسم                  |
| --------------------------- | ---------------------- |
| طبيب الفريق                 | جيرارد أووسو مانزانيت  |
| رئيس فريق العلاج الطبيعي    | محمد شوقي              |
| أخصائي العلاج الطبيعي       | عمرو عويضه             |
| طبيب العلاج الطبيعي والنفسي | مصطفي عبده علاء رجب    |
| أخصائي إعادة تأهيل          | سعيد سويلم محمد الجزار |

### مجلس الإدارة

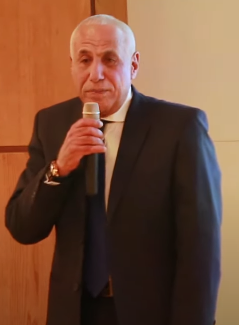
حسين لبيب رئيس نادي الزمالك

| المهنة           | الاسم        |
| ---------------- | ------------ |
| الرئيس           | حسين لبيب    |
| نائب الرئيس      | هشام نصر     |
| أمين الصندوق     | حسام المندوه |
| عضو مجلس الإدارة | أحمد سليمان  |
| عضو مجلس الإدارة | حسين السيد   |
| عضو مجلس الإدارة | عمرو الأدهم  |
| عضو مجلس الإدارة | هاني برزي    |
| عضو مجلس الإدارة | هاني شكري    |
| عضو مجلس الإدارة | محمد طارق    |
| عضو مجلس الإدارة | نيرة الأحمر  |
| عضو مجلس الإدارة | رامي نصوهي   |
| عضو مجلس الإدارة | أحمد خالد    |

- المصدر:

## الألعاب الرياضية الأخرى

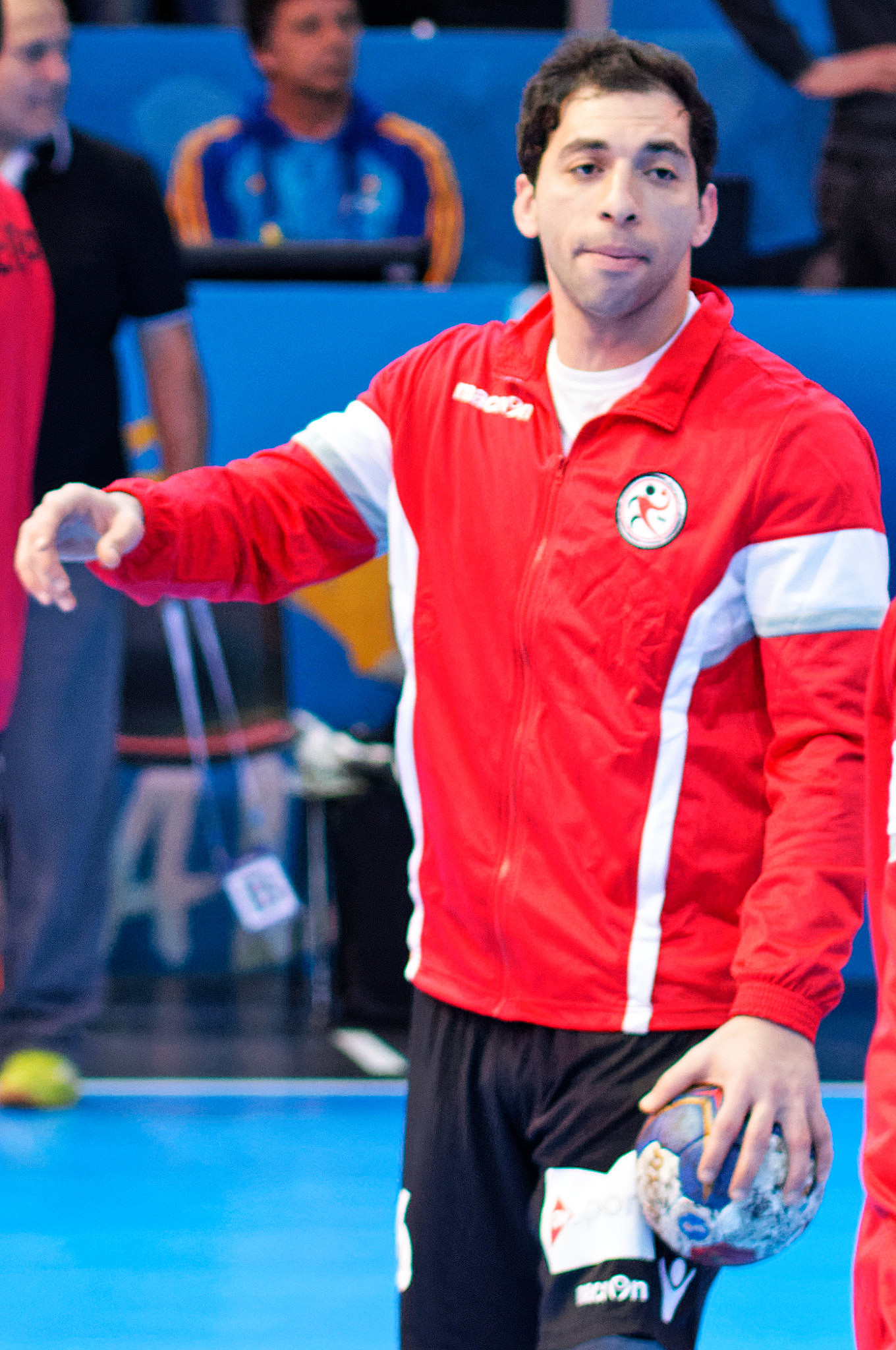
أحمد الأحمر أسطورة نادي الزمالك.

لا تقتصر الرياضات التي يمارسها نادي الزمالك على رياضة كرة القدم فحسب، بل هناك عدة ألعاب ورياضات تمارس في النادي ومن بينها: كرة اليد، وألعاب القوى، وكرة طائرة، وكرة السلة. ظفر النادي في تلك الرياضات علي العديد من البطولات المحلية والعربية والإفريقية كما شاركت في بطولات عالمية وحققت مراكز متقدمة.

### كرة اليد

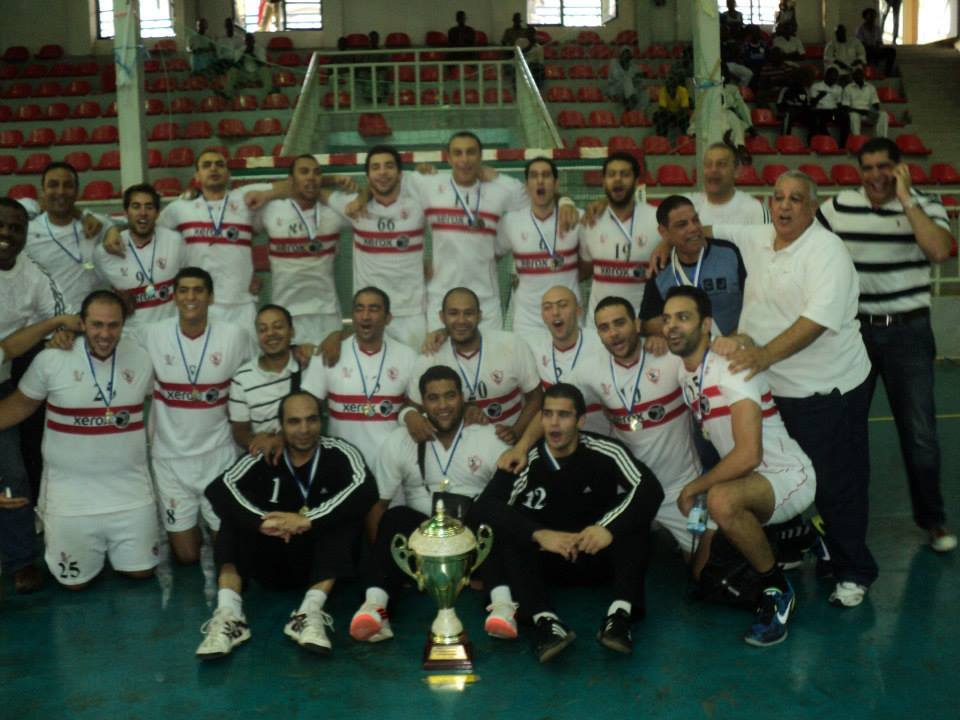
نادي الزمالك بطلًا لدوري أبطال إفريقيا لكرة اليد 2011.

نادي الزمالك لكرة اليد يُعتبر أحد أفضل فرق كرة اليد في مصر والفريق الأكثر نجاحًا على مستوى القارة الإفريقية. يحظى النادي بقاعدة جماهيرية ضخمة. تُعد نتائج الفريق نتائجًا مرموقة فقد ظفر الفريق ثمانية عشر لقبًا في الدوري المصري إضافة إلى الفوز بستة عشر لقبًا من كأس مصر، يضاف لذلك الفوز خمسة مرات ببطولة دوري ابطال إفريقيا، وخمس مرات بكأس إفريقيا للأندية أبطال الكؤوس لكرة اليد، وست مرات بكأس السوبر الإفريقي لكرة اليد ، لعب بطولة العالم للأندية أربع مرات.

### كرة السلة
نادي الزمالك لكرة السلة يُعتبر أحد أفضل فرق كرة السلة في مصر. يحظى النادي بقاعدة جماهيرية ضخمة. تُعد نتائج الفريق نتائجًا مرموقة فقد ظفر الفريق ثلاثة عشر لقبًا في الدوري المصري إضافة إلى الفوز بثلاثة عشر لقبًا من كأس مصر، يضاف لذلك الفوز لمرة واحدة ببطولة كأس الأندية الإفريقية.

### كرة الطائرة
نادي الزمالك لكرة الطائرة هو فريق كرة الطائرة الذي يتبع للنادي. يحظى النادي بقاعدة جماهيرية ضخمة. تُعد نتائج الفريق نتائجًا مرموقة على الصعيدين المصري والإفريقي فقد ظفر الفريق بسبعة وعشرين لقب في الدوري المصري إضافة إلى الفوز بخمسة ألقاب من كأس مصر، يضاف لذلك الفوز خمسة مرات ببطولة البطولة الإفريقية للأندية البطلة، وكأس الأتحاد الإفريقي مرة واحدة.